# Maria Magdalena

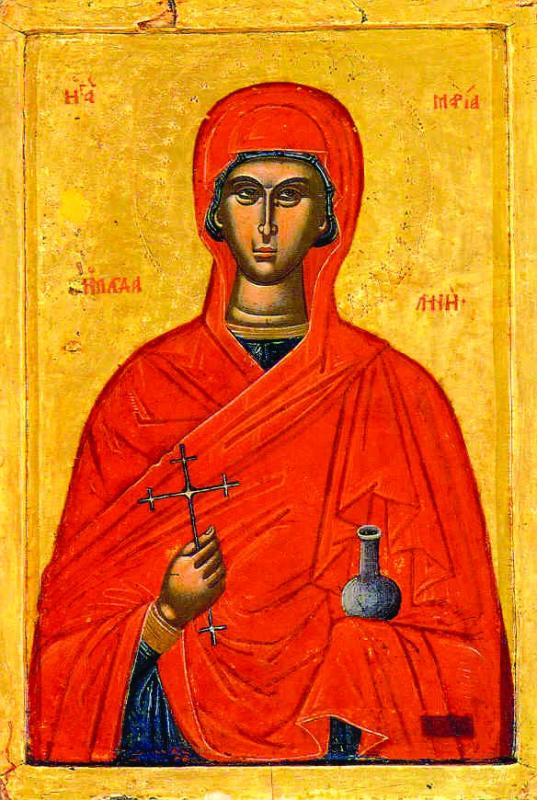
Byzantinische Ikone der hl. Maria Magdalena mit ihrem Attribut, dem Myrrhegefäß

Über Maria Magdalena, lateinisch für Maria von Magdala (von altgriechisch Μαρία Μαγδαληνή María Magdalené hebräisch מרים המגדלית), wird im Neuen Testament berichtet. Die Evangelisten erwähnen sie als Begleiterin Jesu und Zeugin seiner Kreuzigung und Auferstehung. Hinzu kommt eine Reihe von Schriften, die ab dem 19. Jahrhundert neu aufgefunden wurden und in denen Maria Magdalena erwähnt wird.
Die Figur Maria Magdalena wurde später mit Legenden ausgeschmückt. Darin wurde ihre Bedeutung erhöht, oder sie wurde als die (namenlose) fußwaschende Sünderin im Lukas-Evangelium identifiziert. Man hat sie als Prostituierte oder als Geliebte von Jesus interpretiert. Tatsächlich wird über sie und ihr Leben nur wenig im Neuen Testament berichtet. Auffällig ist, dass sie laut Johannes-Evangelium dem wiederauferstandenen Jesus sogar als erste Person begegnet sein soll.
Ihr Beiname verweist auf den Ort Migdal (reichsaramäisch מגדלא Magdalā) am See Genezareth im Heiligen Land.

## Allgemeine Quellenlage
Zu dem über die Jahrhunderte überlieferten Bestand der Schriften des Neuen Testaments, dem sogenannten „Kanon“, wurde „in den vergangenen 125 Jahren […] eine Reihe von frühchristlichen Schriften aus der ältesten Zeit wiederentdeckt, und zwar ausnahmslos solche aus dem östlichen Teil des Römischen Reiches.“

### Gemeinsamer Fundus statt verschiedene Bewertung
Im Werk Das Neue Testament und frühchristliche Schriften der Autoren Klaus Berger und Christiane Nord werden diese beiden Gruppen nicht getrennt, sondern gemeinsam angeführt, indem sämtliche Texte nach ihrer chronologischen Entstehung aufgelistet sind. Die Übersetzer und Herausgeber sehen in dieser Form eine Veröffentlichung aller „frühchristlichen Schriften, die nach Gattung, Inhalt und Anspruch für eine Aufnahme in kanonische, d. h., für eine kirchlich maßgebliche verbindliche Sammlung der Texte der frühesten Christenheit in Frage gekommen wären bzw. tatsächlich in den Kanon aufgenommen wurden.“ Die Autoren schließen die Zeitspanne „etwa zum Jahre 200 n. Chr. […], als um diese Zeit und vermutlich in der römischen Gemeinde der christliche Kanon zusammengestellt wurde“. Die Qualität der Auswahl von Schriften in den Kanon wird von Berger/Nord positiv bewertet.
Unabhängig von einer Suche nach Wahrheitsgehalt zeige die Sammlung, dass schon „am Anfang […] nicht ein einheitliches Glaubensbekenntnis (steht), sondern sehr früh eine Vielzahl theologischer Ansätze […], die ein lebendiges Zeugnis für eine sehr ausgeprägte hermeneutische Kompetenz der frühchristlichen Theologen (sind).“ Nach dieser Auffassung können zu einer Darstellung und Bewertung der Person und Rolle Maria Magdalenas heute alle sie betreffenden Texte als gleichwertig angesehen werden, da eine unterschiedliche Bedeutung der Schriften allenfalls in den Vorstellungen von Auswählenden ab 200 n. Chr. existierten.

### Darstellung Maria Magdalenas in den Schriften
In ihrem Sammelwerk gehen die Autoren Berger und Nord auf inhaltliche Unterschiede in den beiden Textgruppen nicht ein. Es lassen sich jedoch am Beispiel Maria Magdalenas und generell in der Bewertung von Frauen in der Zusammenstellung des Kanon und in den erst seit dem 19. Jahrhundert entdeckten Überlieferungen unterschiedliche Tendenzen erkennen. Im Kanon ist Maria Magdalena erst in der Passionsgeschichte profilierter dargestellt, in den neu erschlossenen Quellen steht sie häufig mit selbstverständlichem Gestus in ihrer Beziehung zu Jesus und den Jüngern und Jüngerinnen.

## In den Evangelien des Neuen Testaments

### Überblick
Nach den Evangelien trieb Jesus ihr sieben Dämonen aus (Lk 8,2 ; Mk 16,9 ). Maria Magdalena gehörte zu den Frauen, die Christus nachfolgten und mit für seinen und der Jünger Unterhalt sorgten (Lk 8,3 ). Diese Frauen folgten ihrem Herrn nach Jerusalem und sahen bei der Kreuzigung von weitem zu (Mt 27,55f ), waren beim Begräbnis anwesend (Mt 27,61 ; Mk 15,47 ) und entdeckten am Ostermorgen das leere Grab (Mk 16,1–5 , Joh 20,1 ). Nachdem Maria Magdalena hiervon den Jüngern berichtet hatte, begegnete ihr als erster der Auferstandene und trug ihr die Auferstehungsbotschaft an die Jünger auf (Joh 20,11–18 ).

### Die Sünderin
Im Evangelium nach Lukas (Lk 7,36 ); bei Berger/Nord ebenfalls: (Lk 7,36), war Jesus von einem Pharisäer namens Simon eingeladen, in dessen Stadt auch eine „Frau mit schlechtem Ruf“ lebte, die überraschend in der Gesellschaft eintraf, Jesus die Füße mit ihren Tränen reinigte, sie mit ihrem Haarschopf trocknete, sie zärtlich küsste und mit Salböl einrieb. Der Pharisäer wurde ungehalten über den Vorgang und von Jesus mit einem Gleichnis über Geld und Liebe zurückgewiesen und der Vorhaltung, er habe ihm weder Wasser für die Fußreinigung gereicht, noch einen Begrüßungskuss gegeben, noch ihn mit Salböl gepflegt. Jesus: „Deswegen, das versichere ich dir, sollen ihre vielen Sünden vergeben sein, sie hat viel geliebt.“ Jesus direkt zur Frau: „Deine Sünden sind dir vergeben. […] Dein Glauben hat dich gerettet. Geh nun, Gott segne dich mit Frieden.“ In der Auslegung wurde und wird die Frau – obwohl bei Lukas kein Name genannt ist – häufig als Maria Magdalena mit einer Vergangenheit als Hure gleichgesetzt.
Siehe dazu im Artikel: Gleichsetzung mit der fußwaschenden Sünderin

### Austreibung von sieben Dämonen
Im unmittelbaren Folgekapitel bei Lukas (Lk 8,1–3), der Nennung eines Zuges zur Verkündung des „Evangelium von Gottes Herrschaft“ mit den „Zwölf“ [Jüngern] schrieb der Autor: „Es waren auch Frauen dabei, die Jesus von bösen Geistern und Krankheiten geheilt hatte: Maria, genannt Magdalena, bei der Jesus sieben böse Geister ausgetrieben hatte“.
Bestätigung im Markus-Evangelium
Im Evangelium nach Markus, im sogenannten „sekundären Markusschluß (Mk 16,9-20)“ zur Auferstehung, „erschien er zuerst Maria Magdalena, der er sieben Dämonen ausgetrieben hatte.“

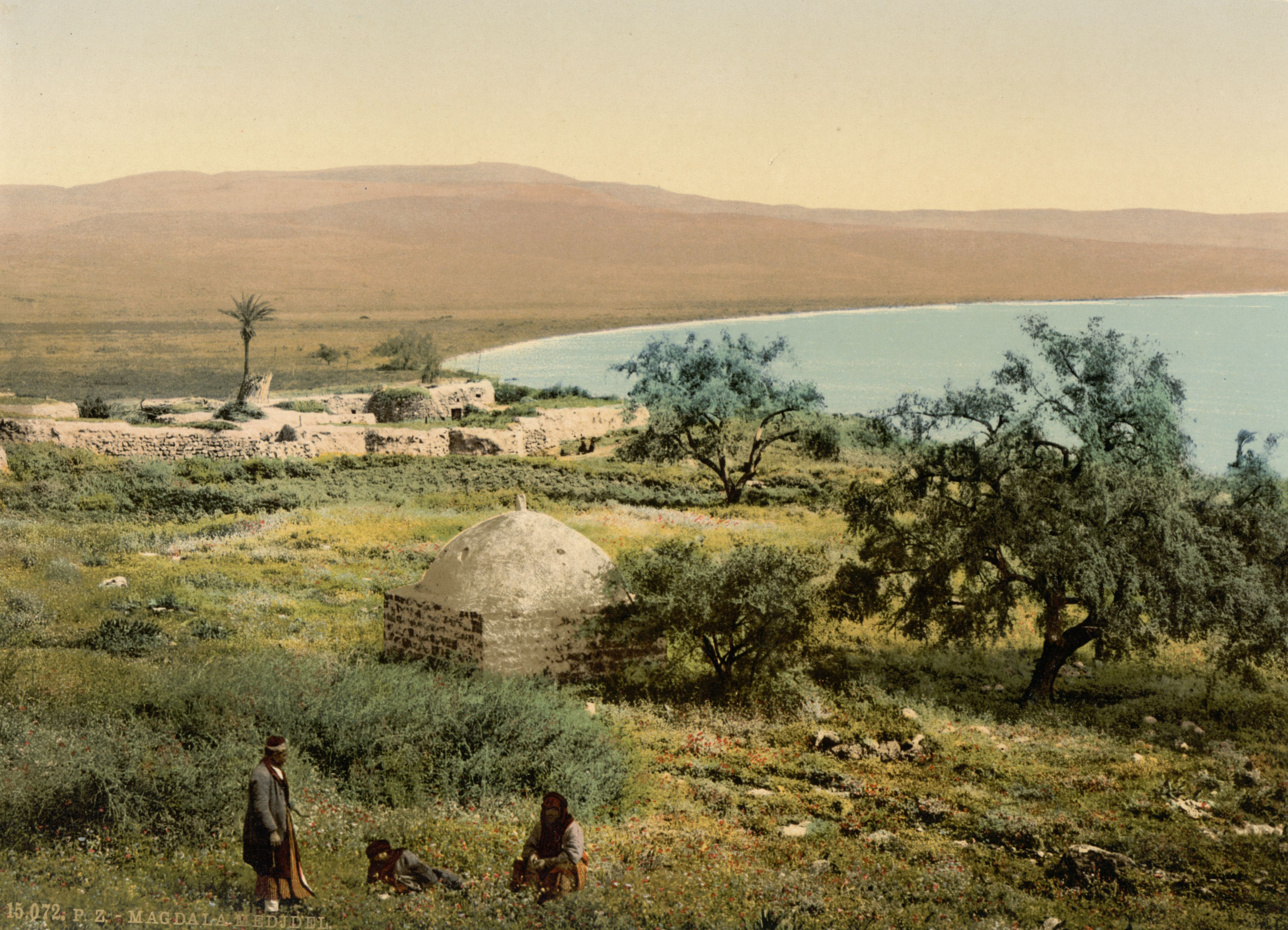
Magdala um 1900, wahrscheinlicher Geburtsort Maria Magdalenas

### Unterhalt der Jesus-Züge
Das oben genannte Kapitel 8,3 bei Lukas nennt in der Fortsetzung neben Maria Magdalena auch „Johanna, die Frau des Chuza, eines Beamten des Herodes, Susanna und viele andere. Mit ihrem Vermögen sorgten sie für den Unterhalt Jesu und der Jünger.“
Bestätigt bei Markus (Mk 15,40-41): „Maria Magdalena, Maria, die Frau des Jakobus, des kleinen, die Mutter des Joses, und Salome, die Jesus auf seinen Wanderungen durch Galiläa begleitet und für das Lebensnotwendige gesorgt hatten.“
Der Unterhalt von Jesus und seinen Jüngern in Zeiten von Reisen (zur Verkündigung) und auch in Ruhephasen durch vermögende Frauen wird in den kanonischen Schriften mehrfach bestätigt. Auch Maria Magdalena ist zu diesen vermögenden Frauen zu zählen – so ist nach der Grablegung erwähnt, dass sie (teure) „Essenzen“ kaufte, um Jesus einzubalsamieren.

### Kreuzigung
Evangelium nach Matthäus (Mt 27,55 f.): „Eine Anzahl Frauen hatten alles aus einiger Entfernung beobachtet […] Unter ihnen waren Maria Magdalena, Maria, die Mutter des Jakobus, die Mutter Josephs und die Mutter von Jakobus und Johannes, den Söhnen des Zebedäus.“
Darstellung bei Markus: „Unter den Frauen, die alles aus einiger Entfernung mit angesehen hatten, waren Maria Magdalena, Maria, die Frau des Jakobus, des kleinen, die Mutter des Joses, und Salome […] und außerdem viele andere Frauen, die mit Jesus nach Jerusalem hinaufgezogen waren.“
Präsenz beim Begräbnis
Joseph von Arimathia, „ein wohlhabender Mann, der Jesus als Jünger zugetan war“, hatte von Pilatus Jesu Leichnam erbeten, legte ihn in sein eigenes neues Felsengrab, rollte einen großen Stein vor den Eingang und ging fort. Maria Magdalena und die andere Maria waren auch dort und saßen dem Grab gegenüber.
Markus (Mk 15,47): „Maria Magdalena und Maria, die Mutter des Joses, sahen genau, wohin Jesus gelegt wurde.“

### Auferstehung
Bei Matthäus: Nachdem die Hohenpriester und Pharisäer von Pilatus eine Grabwache erhalten hatten, damit die Jünger nicht nach Jesu Prophezeiung: „Nach drei Tagen werde ich auferweckt“ „seinen Leichnam (stehlen)“ (Mt 27, 62–66), kamen „am Abend des Sabbat […] Maria Magdalena und die andere Maria, um das Grab Jesu zu besuchen.“ Auf ein Erdbeben hin, bei dem der Stein wegrollte und „die Wachen vor Angst schlotterten und ohnmächtig wurden“, trat ein Engel auf und informierte die Frauen zur Auferweckung. Er beauftragte sie, dies den Jüngern mitzuteilen: „Eilig verließen die Frauen das Grab und rannten voll Schrecken und voll großer Freude davon, um es seinen Jüngern zu berichten.“ (Mt 28,1–8) Matthäus berichtet noch, dass Jesus ihnen entgegenkam und sie im Vorhaben bestärkte, seine Auferstehung den Jüngern zu verkünden (Mt 28, 9 f.).
Im Evangelium des Markus blieben zwei Varianten des letzten Kapitels zur Auferstehung erhalten, der vermutlich ursprüngliche Schluss (16,1-8) und ein anschließender Abschnitt (16,9-20) – der nach Berger/Nord den „sogenannten ‚sekundären Markusschluß‘“ bildete und „später aufgrund anderer Überlieferungen hinzugefügt (wurde), weil man die Auskunft von 16,8 für unzureichend hielt.“

### Erscheinung nach der Auferstehung
Das ursprüngliche Textende bei Markus (Mk 16,1–8) erwähnt ebenfalls Maria Magdalena, die nach der Grablegung mit „Maria, der Mutter des Jakobus, und Salome (Jüngerin) Essenzen [kaufte], um Jesus damit einzubalsamieren.“ Sie finden den Stein vor der Grabkammer weggerollt und innen „einen Jüngling in einem leuchtenden Gewand sitzen“, der sie beruhigt und ihnen sagt, dass sie zu den „Jüngern und Petrus“ gehen sollen. Der ursprüngliche Text schloss: „Da verließen die Frauen das Grab und rannten davon, zitternd vor Entsetzen. Der Schreck verschlug ihnen die Sprache, daher erzählten sie es niemandem“.

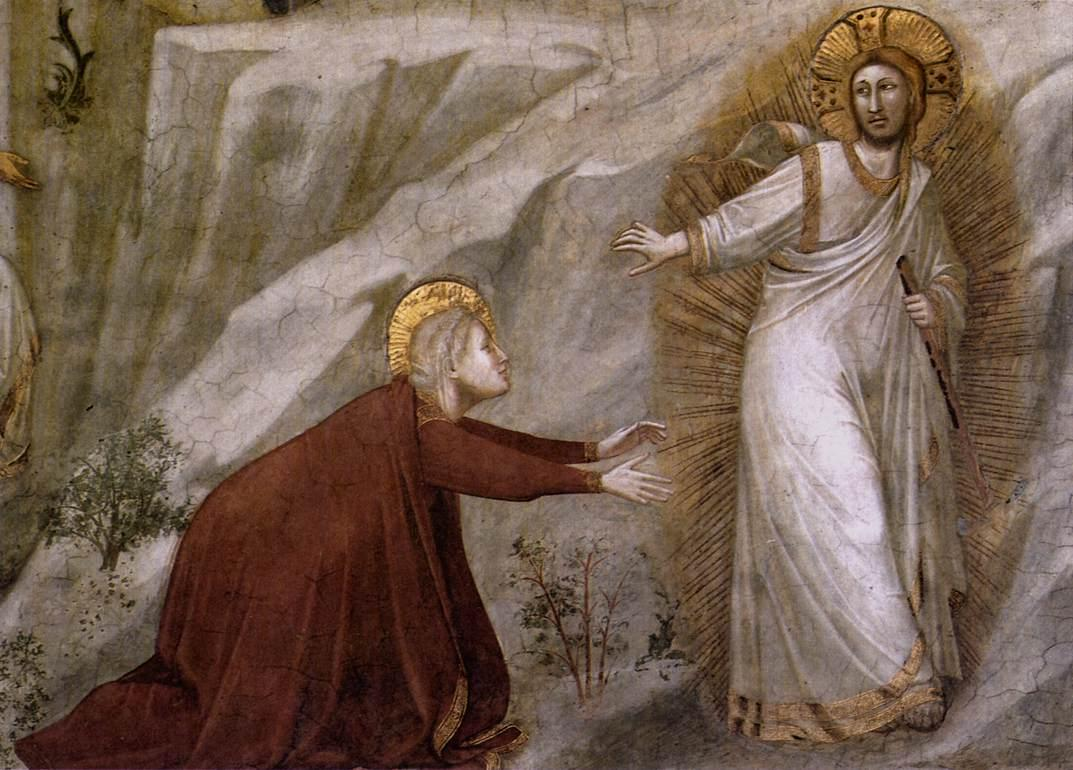
Giotto: Maria Magdalena begegnet dem auferstandenen Christus (Noli me tangere). Fresko, um 1320, Basilika in Assisi, Unterkirche

Der sekundäre Markusschluss (Mk 16,9-20) berichtet: Nach der Auferstehung „erschien er zuerst Maria Magdalena, der er sieben Dämonen ausgetrieben hatte. Sie ging zu seinen Gefährten, die um ihn trauerten und weinten, und berichtete ihnen, was ihr widerfahren war. Als diese hörten, daß Jesus lebe und ihr erschienen sei, konnten sie es nicht glauben.“ Eine weitere Erscheinung vor zwei „Gefährten“ weckt auch keine Überzeugung, erst vor einer Gruppe „von elf Jüngern“ wird er erkannt und „er tadelt sie wegen ihres Unglaubens und ihrer Sturheit, weil sie denen, die ihn nach der Auferstehung sahen, keinen Glauben geschenkt hatten.“
Im Evangelium nach Johannes (Joh 20,1–18) entdeckt Maria Magdalena „am Sonntag, am ersten Wochentag nach dem Sabbath“ frühmorgens das leere Grab, verständigt Petrus und den „anderen Jünger, den Jesus besonders liebte“, die sich die leere Grabkammer anschauen, und dann wieder „nach Hause zurück (gingen)“. Vor Maria, die weinend vor Ort bleibt, erscheinen zwei Engel, denen sie eine Wegnahme des Toten klagt. „Dann drehte sie sich um und sah einen Mann dastehen. Es war Jesus, doch sie wußte nicht, daß er es war.“ Erst nach seiner direkten Ansprache erkennt sie ihn. Ihren verehrenden Kniefall weist er zurück und beauftragt sie, die Jünger zu verständigen, denen sie ihr Erlebnis berichtet.
Ausführlich in der katholischen Einheitsübersetzung:
(Joh 20,11–18 ): „20,14: Als sie das gesagt hatte, wandte sie sich um und sah Jesus dastehen, wusste aber nicht, dass es Jesus war. 15: Jesus sagte zu ihr: Frau, warum weinst du? Wen suchst du? Sie meinte, es sei der Gärtner, und sagte zu ihm: Herr, wenn du ihn weggebracht hast, sag mir, wohin du ihn gelegt hast! Dann will ich ihn holen. 16: Jesus sagte zu ihr: Maria! Da wandte sie sich um und sagte auf Hebräisch zu ihm: Rabbuni!, das heißt: Meister. 17: Jesus sagte zu ihr: Halte mich nicht fest; denn ich bin noch nicht zum Vater hinaufgegangen. Geh aber zu meinen Brüdern und sag ihnen: Ich gehe hinauf zu meinem Vater und eurem Vater, zu meinem Gott und eurem Gott.“

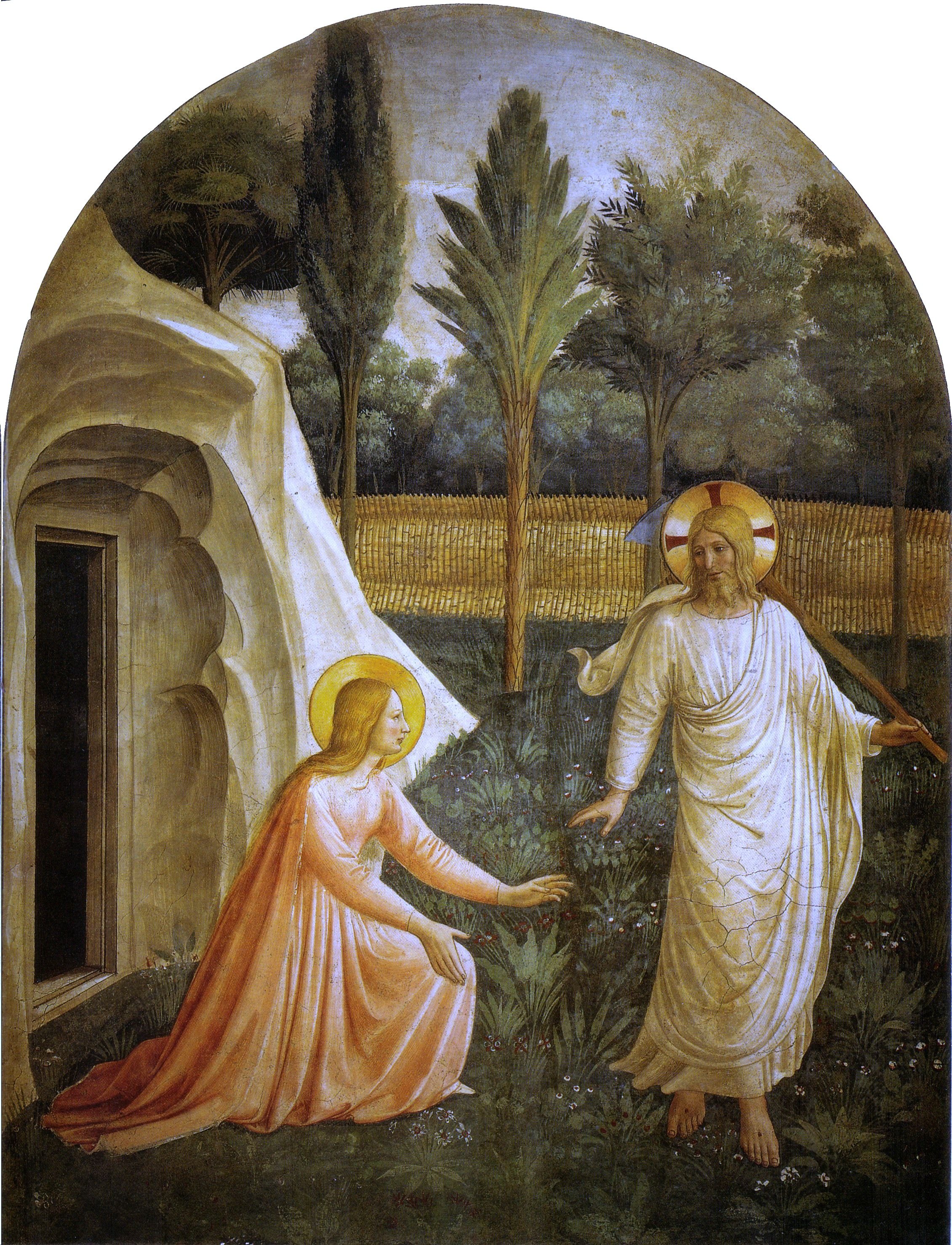
Fra Angelico: Noli me tangere – Fresko in einer Zelle des Klosters von San Marco (Florenz) um 1440

Bemerkenswert zur Begegnung Maria Magdalenas mit Jesus ist das nach der Auferstehung nur bei Johannes überlieferte Wort von Jesus: noli me tangere (Joh 20,17), das lateinisch mit „Rühre mich nicht an“ oder „Berühre mich nicht“ übersetzt wird. Im griechischen Original hingegen lautet der Satz μή μου ἅπτου mē mou háptou, was eher mit „halte mich nicht fest“ zu übersetzen wäre und eine bereits stattgefundene Handlung bezeichnen könnte, die Jesus mit dieser Aufforderung zurückweist und mit seiner folgenden Erklärung begründet.

## Darstellung in den nicht-kanonischen Schriften
Berger/Nord lassen mit ihrer Zusammenstellung der Texte des Neuen Testaments mit den erst seit den Funden in den letzten 150 Jahren bekannt gewordenen frühchristlichen Schriften auch eine Bestätigung und Ergänzung der biblischen Evangelien zu. So ermöglichen sie mit dem zum Codex Berolinensis Gnosticus 8502 zählenden, später so genannten Evangelium der Maria einen Blick auf die Entwicklung der Geschehnisse unter Jüngern und Jüngerinnen nach deren allmählicher Anerkennung der Tatsache einer Auferstehung und einer anschließenden Gemeinsamkeit mit dem auferstandenen Jesus.

### Evangelium der Maria
Der erhaltene Text setzt mit Blatt 7 ein, der noch anzeigt, dass bis dahin wohl Gespräche von Jesus mit seinen Jüngern und Jüngerinnen in der Schrift protokolliert waren, bereits überschattet von einem endgültigen Weggang von Jesus. Überliefert ist auch der Abschied mit Umarmung, Friedenswunsch und Ermahnung zur Verkündigung. „Nach diesen Worten ging der Erlöser weg.“ In die Depression unter den Zurückgebliebenen, auch wegen der Größe der geforderten Aufgabe der Verkündigung, stand Maria auf, umarmte alle zum Gruß und sagte zu ihren Brüdern:

„Weint nicht! Seid nicht traurig und nicht verzagt! Denn die Gnade des Erlösers wird euch alle begleiten und beschützen. Wir wollen vielmehr seine Größe preisen, denn er hat uns alle geschaffen und zu Menschen gemacht. Nachdem Maria das gesagt hatte […] begannen (sie) über die Worte des Erlösers zu diskutieren.“

Bericht an die Jünger

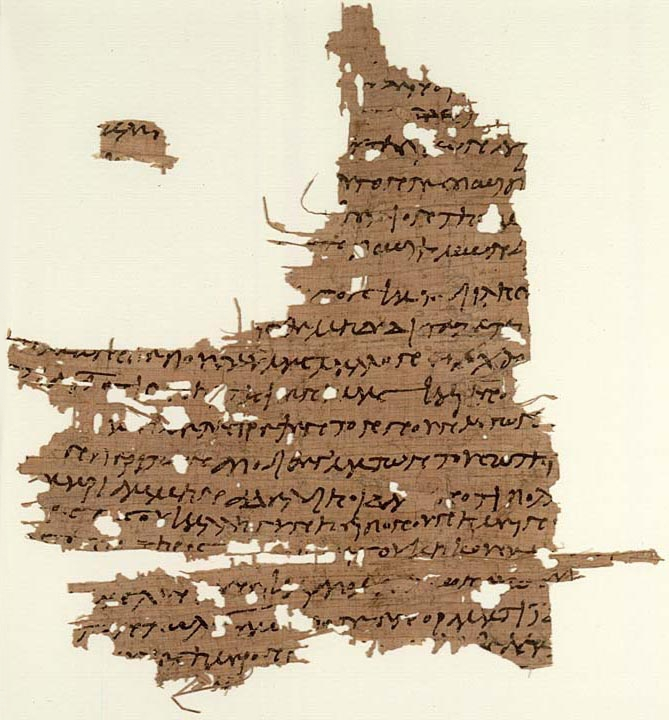
Das Bild zeigt kein Blatt des Evangeliums der Maria, sondern den Papyrus Oxyrhynchus L 3522, ein griechisches Bruchstück mit einem identischen Teiltext

An dieser Stelle endet Blatt 7, es fehlen die nächsten beiden Seiten und Blatt 10 setzt ein mit Petrus, der Maria mit persönlichen Bemerkungen zusetzt: „Schwester, wir wissen, daß dich der Erlöser mehr als die übrigen Frauen liebte. Sag uns die Worte des Erlösers, an die du dich erinnerst und die du kennst, die wir aber nicht kennen, weil wir sie nicht gehört haben.“ Maria lässt sich darauf ein, beginnt aber ihren Bericht mit einem Gespräch in einer (wohl aktuellen) Vision, dessen Beginn nur kurz auf der teilerhaltenen Seite 10 beschrieben wird.
Danach fehlen die Seiten 11 bis 14, der Text mit Marias Bericht an die Jünger setzt auf dem teilerhaltenen Blatt 15 wieder ein, wird auf Blatt 16 – einem noch knapperen Bruchstück – fortgesetzt und auf Blatt 17 zu Ende geführt. Berger/Nord deuten den Bericht thematisch als „Aufstieg der irdischen Seele vom Sichtbaren zum Unsichtbaren (‚zur Erlösung‘).“
Der Konflikt
Danach schweigt Maria. Zuerst reagiert Andreas, der Bruder von Petrus: „Sagt, was ihr zu Marias Worten denkt. Ich wenigstens glaube nicht, daß der Erlöser das gesagt hat. Denn dies sind doch fremde Lehren.“ Petrus hakt ein „und fragte dann die Jünger, ob dem Erlöser so etwas zuzutrauen sei: ‚Sollte der Erlöser heimlich mit einer Frau gesprochen haben, sie bevorzugt haben vor uns (das alles nicht) offen? Was sollen wir denn jetzt tun? Sollen wir umdenken und auf sie hören? Hat der Erlöser sie gegenüber uns bevorzugt?‘“
(Blatt 18): Maria bricht nach diesen Worten in Tränen aus und sagt zu Petrus: „Mein Bruder Petrus, was glaubst du denn? Glaubst du, ich hätte mir das in meinem Herzen selbst ausgedacht oder ich lüge über den Erlöser?“
Nun greift Levi ein – nach allgemeiner Auffassung Matthäus –, beruhigt Maria und weist Petrus scharf zurecht: Er bezeichnet ihn als „Hitzkopf“, der Maria abkanzle, „als wäre sie der Teufel persönlich. Doch wenn der Erlöser sie für ihre Aufgabe befähigt hat, wer bist du denn, daß du sie einfach für unglaubwürdig erklärst? Sicher kennt der Erlöser sie ganz genau. Deshalb hat er sie mehr als uns geliebt.“
Damit ist die Diskussion beendet, Levi fordert die Gemeinschaft auf, nun „das Evangelium [zu] verkünden. Dabei sollten wir über das hinaus, was der Erlöser gesagt hat, kein weiteres Gesetz verkünden.“ Das Evangelium der Maria schließt in der überlieferten Fassung damit, dass sich danach „die Jünger auf den Weg (machten), um das Evangelium zu verkünden und zu predigen.“

### Petrusevangelium
Die Pergamenthandschrift aus dem 8./9. Jahrhundert wurde im Winter 1886/87 im Grab eines Mönchs in Oberägypten (Achmim) gefunden und enthält Teile der Passionsgeschichte. Berger/Nord nehmen an, dass die vier kanonischen Evangelien und das Petrusevangelium auf eine gemeinsame Tradition zurückgehen und datiert ursprünglich auf „spätestens 75 n. Chr.“ Der Verfasser beschreibt sich in Vers 26 f. nach der Verurteilung Jesus als einer, der sich wie die anderen versteckte, und im letzten überlieferten Vers 60 nach dem Weggang Jesu definitiv: „Doch ich, Simon Petrus, und mein Bruder Andreas nahmen unsere Netze und gingen ans Meer.“ Der gesamte Text ist nur in „Bruchstücken erhalten“ und es gibt in diesen keine Hinweise auf Spannungen zwischen Petrus und Maria, in einer Erwähnung eher anerkennend:
Bei den Vorgängen am Morgen nach der Auferstehung in Kapitel XII wird die namentlich „mit ihren Freundinnen“ erwähnte Frau: „Maria Magdalena, die Jüngerin des Herrn“ genannt.
Maria Magdalena und die Jünger
Die Beziehung Marias mit Jesus und die damit verbundene Interaktion mit den Jüngern wird in den neu aufgefundenen Schriften der vergangenen 125 Jahre immer wieder und ohne besondere Betonung thematisiert – so als ob sie selbstverständlich gewesen wäre. Neben dem Philippusevangelium, das sie als „Gefährtin Jesu“ benennt, beschreibt das Thomasevangelium diese ‚Zweierbeziehung‘ als getrennt von dem Verhältnis zu den Jüngern, doch weist es auch nochmals mit Schärfe auf die Gegnerschaft des Simon Petrus zu Maria.

### Philippusevangelium
In dem in Nag Hammadi gefundenen und auf 150 n. Chr. datierten Philippusevangelium wird Maria Magdalena in zwei von insgesamt 127 Versen namentlich genannt. In Vers 32 wird die Rolle Marias als Gefährtin von Jesus als Selbstverständlichkeit geschildert:
„Drei Frauen waren ständig beim Herrn: seine Mutter Maria, seine Schwester und Maria Magdalena, die man ‚seine Gefährtin‘ nannte. Seine Schwester, seine Mutter und seine Gefährtin heißen Maria.“
Vers 55 betont dies als eindeutiges Bekenntnis des „irdischen“ Jesus zu Maria – im Unterschied zum „himmlischen Erlöser“, dessen Gefährtin abstrakt sei: „Die Weisheit, die man die unfruchtbare nennt, ist die Mutter der Engel und die Gefährtin des himmlischen Erlösers. Der irdische Erlöser liebte Maria Magdalena mehr als alle Jünger. Er küßte sie oft auf ihren Mund. Da wurden die Jünger eifersüchtig und murrten. Sie fragten: Warum liebst du sie mehr als uns alle? Der Erlöser entgegnete: Warum liebe ich euch nicht so sehr wie sie?“
Bedeutung der Vers-Sammlung
Berger/Nord befassen sich in der Bedeutung des Textes nicht mit Spekulationen zu Maria Magdalena, sondern betonen den „rätselhafte[n] Charakter der meisten Worte“, der im kanonischen Text bereits bei Markus 4,33 f zeitgenössisch festgestellt wurde.

### Thomasevangelium
Im Thomasevangelium wird in Vers 21 überliefert: „Maria Magdalena fragte Jesus: Womit kann man deine Jünger vergleichen?“ Unabhängig von der Antwort, die Jesus darauf gibt, zeigt Marias Formulierung „deine Jünger“, dass sie sich nicht diesen zugehörig, sondern sich nur in Beziehung zu Jesus sieht.
In Vers 114 äußert sich Simon Petrus in Bezug auf ein nicht näher definiertes Ziel; er „sagte zu den andern: ‚Maria soll nicht mit uns mitgehen. Denn die Frauen sind nicht würdig, das Leben zu haben‘. Jesus entgegnete: ‚Ich werde sie zu mir in den Bereich Gottes ziehen, dann ist sie nicht mehr weiblich, sondern genauso ein lebendiger männlicher Geist wie ihr. Ich sage euch aber: Eine Frau, die sich den Männern gleichmacht, kann eintreten in die Herrschaft Gottes.‘“
Berger/Nord erläutern diese heute unverständliche Darlegung in ihrer Anmerkung 104: „Es geht um eine metaphorische Bedeutung von ‚Mann‘ bzw. ‚männlich‘, und zwar im Sinne von ‚unvergänglich, nicht mehr dem Tode unterworfen.‘ In einem zweiten Schritt kann man dann fragen, wie es zu dieser Metaphorik kam. Das Wort ‚Frau‘ bzw. ‚weiblich‘ steht für ‚sterblich‘ oder ‚vergänglich‘, weil Frauen gebären und weil alles Geborene stirbt. Im Sinne der [damals] strikten Zweiteilung der Welten und Zeiten bleibt „Mann“ dann für das ewige Leben. In Bezug auf Sexualität sind alle dualistischen Texte im Übrigen für eine Überwindung der Zweiteilung.“ Auch: „Im Himmel gibt es nicht Geschlecht, Geburt und Tod.“ (zu Anm. 103):
In den Bereich Gottes „ziehen“ vergleichen Berger/Nord in Anmerkung 103 mit Joh. 12,32: „Jesus sagte: […] Wenn ich über die Erde erhöht bin, werde ich alle nachziehen.“

## Gnostizismus

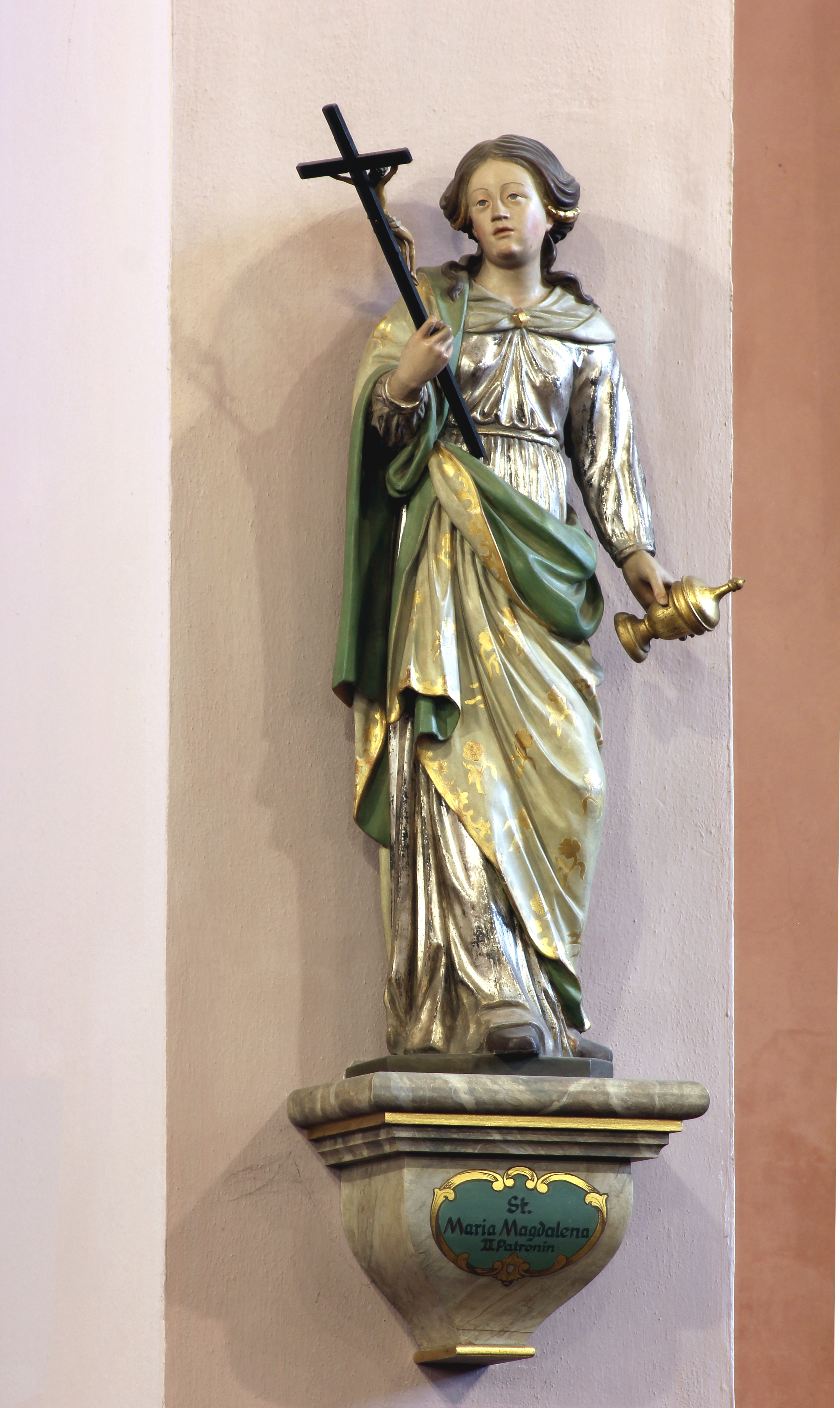
Statue in der Pfarrkirche St. Mauritius (Mülheim-Kärlich) um 1730

Die Überlieferung der Pistis Sophia ist die koptische Übertragung eines ursprünglich griechischen Werks und ist in einer Handschrift erhalten, dem Codex Askewianus, der vom British Museum 1795 erworben wurde. Das griechische Werk wird auf einen Zeitraum vom zweiten bis dritten Jahrhundert datiert. Die letzte deutsche Übersetzung des koptischen Textes erfolgte durch Carl Schmidt 1925. Berger/Nord zählen die Pistis Sophia nicht zu den frühchristlichen Schriften. Sie gilt als eine der wichtigsten koptisch-gnostischen Texte.
Einführung
„CAP. 1. (2–4) Es geschah aber, nachdem Jesus von den Toten auferstanden war, da hatte er verbracht 11 Jahre, indem er sich mit seinen Jüngern unterredete“.
Das Werk erhebt keinen Anspruch auf die Realität des dargestellten Geschehens von ‚Unterredungen‘ – es transportiert heute als mystisch empfundene Gedankenwelten, setzt aber das enge und besondere Beziehungsverhältnis von Jesus und Maria auch gegenüber den Jüngern als gegeben voraus.
Auslegung
So hat Maria Magdalena einen überragenden Part als Auslegerin von Texten und als Fragestellerin inne: Von 48 Auslegungen entfallen auf sie 22, von 57 Fragen 43. Der Zweitplatzierte, Johannes, hat neun Gesprächsanteile (zwei Auslegungen und sieben Fragen). Hierzu muss betont werden, dass die Gesprächsanteile in dieser Schrift mit dem Grad der Geisterfülltheit in Verbindung stehen – umso bemerkenswerter die Dominanz dieser Frau in einer androzentrisch geprägten Glaubensgesellschaft.

## Spätere Interpretationen

### Manichäismus
Auch im Manichäismus erhielt Maria Magdalena eine herausragende Position gegenüber den anderen Jüngern. Sie wird als „Geist der Weisheit“ und sogar als „Netzewerferin“ bezeichnet, die die anderen Jünger, die sich verirrt hatten, wieder einfing.
In einer Dichtung aus dem 3. Jahrhundert, die im manichäischen Psalmenbuch aus dem 4./5. Jahrhundert in koptischer Sprache überliefert ist, wird sie als die einzige Getreue Jesu geschildert. Maria begegnet darin Jesu in der Situation des Johannesevangeliums, die nach der dortigen Auferstehung spielt.
Die Jünger sind wieder Fischer geworden und Maria soll sie zurückbringen. Jesus, der Meister, rechnet mit deren Weigerung und rät Maria als letztes Mittel Simon Petrus an eine geheime Unterredung zu erinnern. Darin sagte er indirekt zu Petrus, dass er niemanden habe, dem er vertrauen könnte.
Maria Magdalena, die auch in zentralasiatischer Tradition als Myrophore, also Salbenträgerin, bekannt ist, kann als Idealtyp einer manichäischen Electa betrachtet werden. Im manichäischen Psalmenbuch wird ihr sogar ein Psalm (Sar 24) zugeschrieben, in dem sie als „Hymnenliebhaberin“ bezeichnet wird und für verschiedene Gestalten der „Lichtwelt“ musiziert.

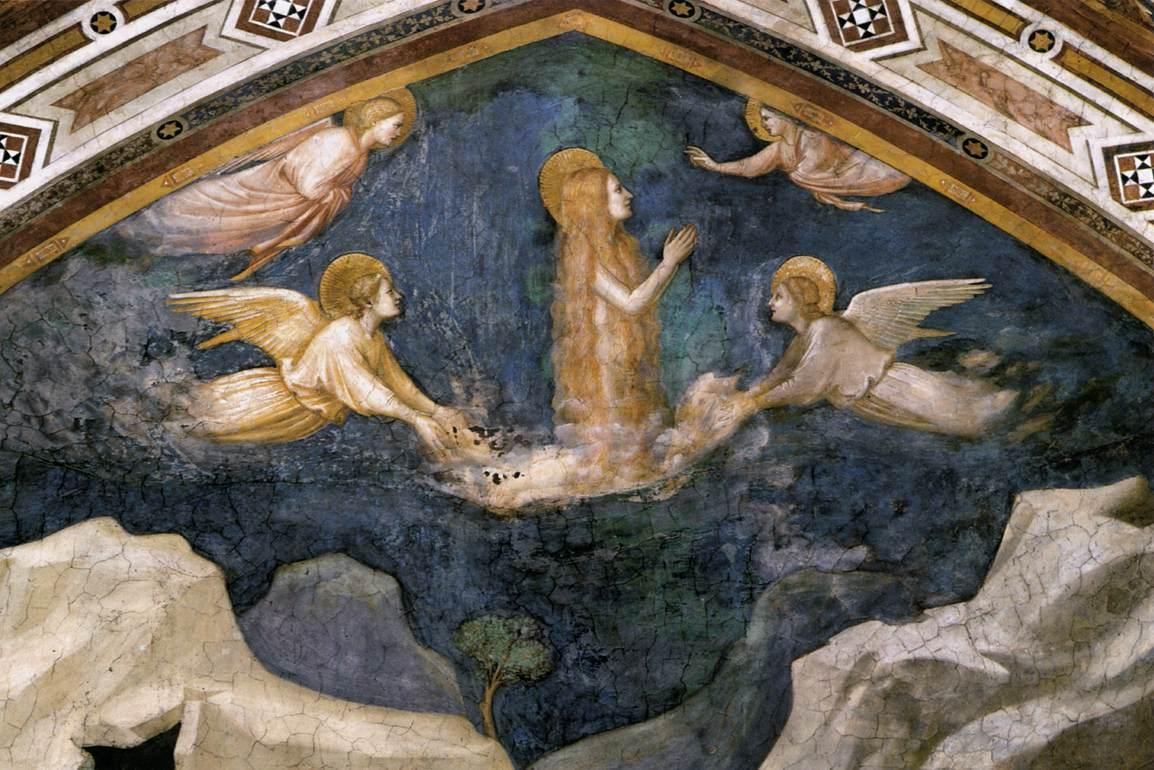
Giotto: Levitation der Maria Magdalena. Fresko, um 1320, Assisi, Unterkirche

### Mittelalterliche Überlieferungen und mittelalterliches Nachleben
Einflussreich für die Westkirche war die Erzählung in der Legenda aurea, dem bekanntesten und am weitesten verbreiteten religiösen Volksbuch des Spätmittelalters. Gemäß dieser Überlieferung in Südfrankreich wurde Maria Magdalena mit Maria des Kleophas, Martha von Bethanien und Lazarus von Juden auf einem segellosen Schiff ausgesetzt, landete in dem französischen Fischerdorf Saintes-Maries-de-la-Mer bei Marseille und missionierte in der Provence. Verehrt wird dort auch eine Dienerin, die mit den drei Marien gekommen sein soll, die schwarze Sarah, eine Patronin der Roma und Sinti. Die letzten 30 Jahre ihres Lebens soll Maria Magdalena als Einsiedlerin in einer Höhle im Massif de la Sainte-Baume verbracht haben. Nach anderer christlicher Überlieferung begleitete Maria Magdalena einige Jahre nach der Auferstehung Christi den Apostel Johannes und Maria, Jesu Mutter, nach Ephesus und starb auch dort.
Einigen Beginen und einigen die Frauenmystik lebenden Frauen galt Maria Magdalena als Vorbild der Entsagung, um die Freiheit der Christusnachfolge zu gewinnen.

## Kirchliche Bedeutung der Maria von Magdala

### Ursprung
Weil Maria Magdalena als die Erste genannt ist, die dem Auferstandenen begegnete und von ihm eingesetzt wurde, die Botschaft seiner Auferstehung seinen Jüngern zu verkünden (Joh 20,11–18 ), wurde sie schon in der Alten Kirche als Apostelgleiche verehrt. Im 3. Jahrhundert begründete Hippolyt von Rom die ehrenvolle Bezeichnung Apostola apostolorum – „Apostelin der Apostel“, die von den Theologen Hrabanus Maurus und Thomas von Aquin aufgegriffen wurde. Der Vatikan hat auf ausdrücklichen Wunsch von Papst Franziskus die Rolle der heiligen Maria Magdalena am 10. Juni 2016 erneut aufgewertet und sie liturgisch den Aposteln gleichgestellt. Der bisherige „gebotene Gedenktag“ am 22. Juli wurde in der katholischen Kirche in ein „Fest“ umgewandelt.

### Gleichsetzung mit der fußwaschenden Sünderin
Papst Gregor I. setzte im Jahr 591 (darin Hippolytus folgend) in einer Predigt Maria von Magdala mit der anonymen Sünderin gleich, die Jesus die Füße wusch (Lk 7,36–50 ). Diese Identifikation wurde Teil der katholischen Tradition um Maria Magdalena.
Diese Überlieferung bzw. Zuschreibung ist allerdings zumindest unklar. Die Tradition kennt auch die Gleichsetzung der fußwaschenden Frau mit Maria von Bethanien, der Schwester von Martha von Bethanien und Lazarus. Die bei Johannes (Joh 12,1–8 ) berichtete Fußwaschung wird dort ausdrücklich mit dieser verknüpft; die Berichte in Matthäus 26 sowie Markus 14 sind Parallelen dazu (sie erwähnen Betanien als Ort und die Diskussion über die Verschwendung der teuren Salbe, aber keine Sünderin). Anders ist der Schwerpunkt bei Lukas (Lk 7,36–50 ), bei dem die Frau als Sünderin bezeichnet wird und Jesus über Sündenvergebung spricht. Exegeten diskutieren darüber, ob es sich bei Lukas um ein anderes Ereignis handelt.
Später deutete man die Bezeichnung „Sünderin“, die nun zur Überlieferungstradition der Maria Magdalena gehörte, als „Prostituierte“. Noch bis 1996 gab es in Irland Magdalenenheime, eine von römisch-katholischen Ordensschwestern geleitete Organisation zur Aufnahme „gefallener Mädchen und Frauen“. Im Mittelalter vermischte man des Weiteren Motive der Legende der Maria von Ägypten mit denen der Maria Magdalena.
Im liturgischen Kalender der katholischen Kirche von 1969 wird festgehalten, dass sich das Fest der heiligen Maria Magdalena am 22. Juli auf jene Person bezieht, der Jesus nach seiner Auferstehung erschienen ist und nicht um die Schwester der heiligen Martha oder um die Sünderin, die Jesus die Füße wusch. Erst durch Papst Johannes Paul II. und später Franziskus wird die oben dargestellte Identifikation aufgelöst und die besondere Rolle Maria Magdalenas als Erstzeugin der Auferstehung Jesu und erste Botin zur Auferstehungsverkündung den Aposteln gegenüber wieder herausgestellt.

## Verehrung

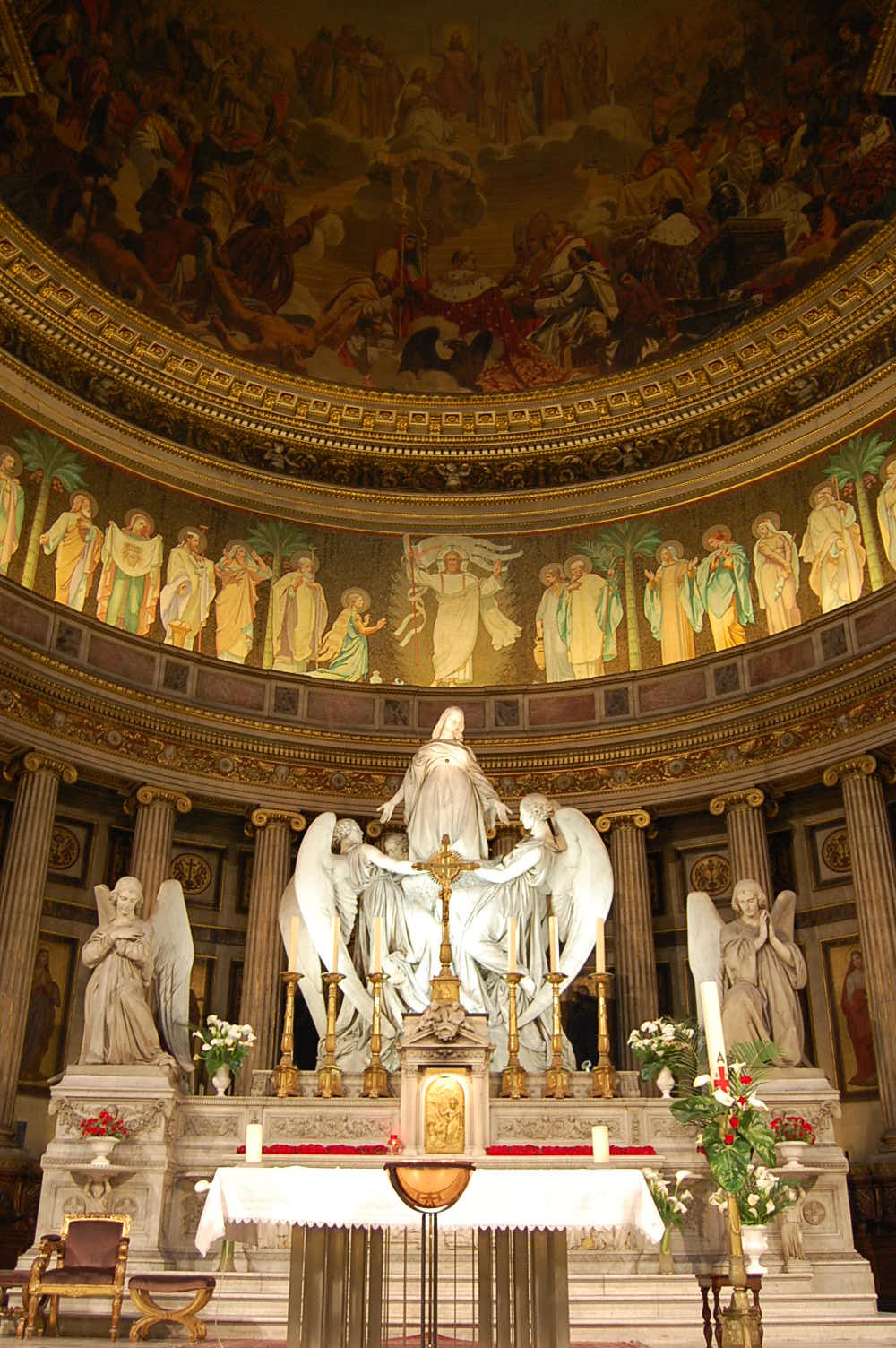
Maria Magdalena von Engeln umgeben, darüber der auferstandene Christus. Altar der Kirche La Madeleine, Paris

Der Gedenktag der hl. Maria Magdalena ist der 22. Juli (römisch-katholisch, orthodox, anglikanisch, evangelisch, altkatholisch). Für die römisch-katholische Kirche wurde der Gedenktag mit einem Dekret vom 3. Juni 2016 in den Rang eines Festes im Calendarium Romanum Generale erhoben. In der Kirchengeschichte kam dem Fest bei Kanonikerorden in längster Zeit bereits dieser Stellenwert zu. Die Heilige ist Schutzpatronin der Frauen, der Verführten, der reuigen Sünderinnen, der Schüler, Studenten und Gefangenen sowie der Winzer, Weinhändler, Handschuhmacher, Friseure und Parfümeure. Maria Magdalena ist die Patronin der im 13. Jahrhundert gegründeten Ordensgemeinschaft der Magdalenerinnen. Außerdem ist sie die Patronin der spanischen Stadt Viana und der italienischen Stadt Cavareno. Sie wird gegen Gewitter, Ungeziefer und Augenleiden angerufen.
Zwei Kirchen in Frankreich, Ste-Marie-Madeleine in Vézelay und Ste-Marie-Madeleine in Saint-Maximin-la-Sainte-Baume, beanspruchen jeweils Reliquien der heiligen Maria Magdalena zu besitzen.

## Feministische Religionsforschung
Die neuere feministische Forschung hat mit dem Film Jesus und die verschwundenen Frauen in der Regie von Maria Blumencron einen Versuch unternommen, die Geschichte Maria Magdalenas darzustellen. Es handelt sich um eine Dokumentation, für die Wissenschaftler aus drei Universitäten zusammenarbeiteten: Humboldt-Universität zu Berlin, Universität Wien und Albert-Ludwigs-Universität Freiburg. Dabei werden vier biblische Frauen vorgestellt, deren Existenz im Laufe der Verschriftlichung der Kirchengeschichte verfälscht worden oder verschwunden sei. Es sind die Geschichten von Maria Magdalena, Phoibe, Junia und Lydia. Gezeigt wird unter anderem das Evangelium der Maria in koptischer Sprache, das – nach seiner Restaurierung – im Ägyptischen Museum Berlin ausgestellt ist. Da in diesem Text selbst jedoch nur allgemein von „Maria“ die Rede ist, ist diese Zuordnung unsicher.

## Bauernregeln
Bauernregeln für den 22. Juli (Magdalenentag):
- Regnet’s am St.-Magdalen-Tag, folgt gewiss mehr Regen nach
- An Magdalena regnet’s gern, weil sie weinte um den Herrn

## Christliche Ikonographie

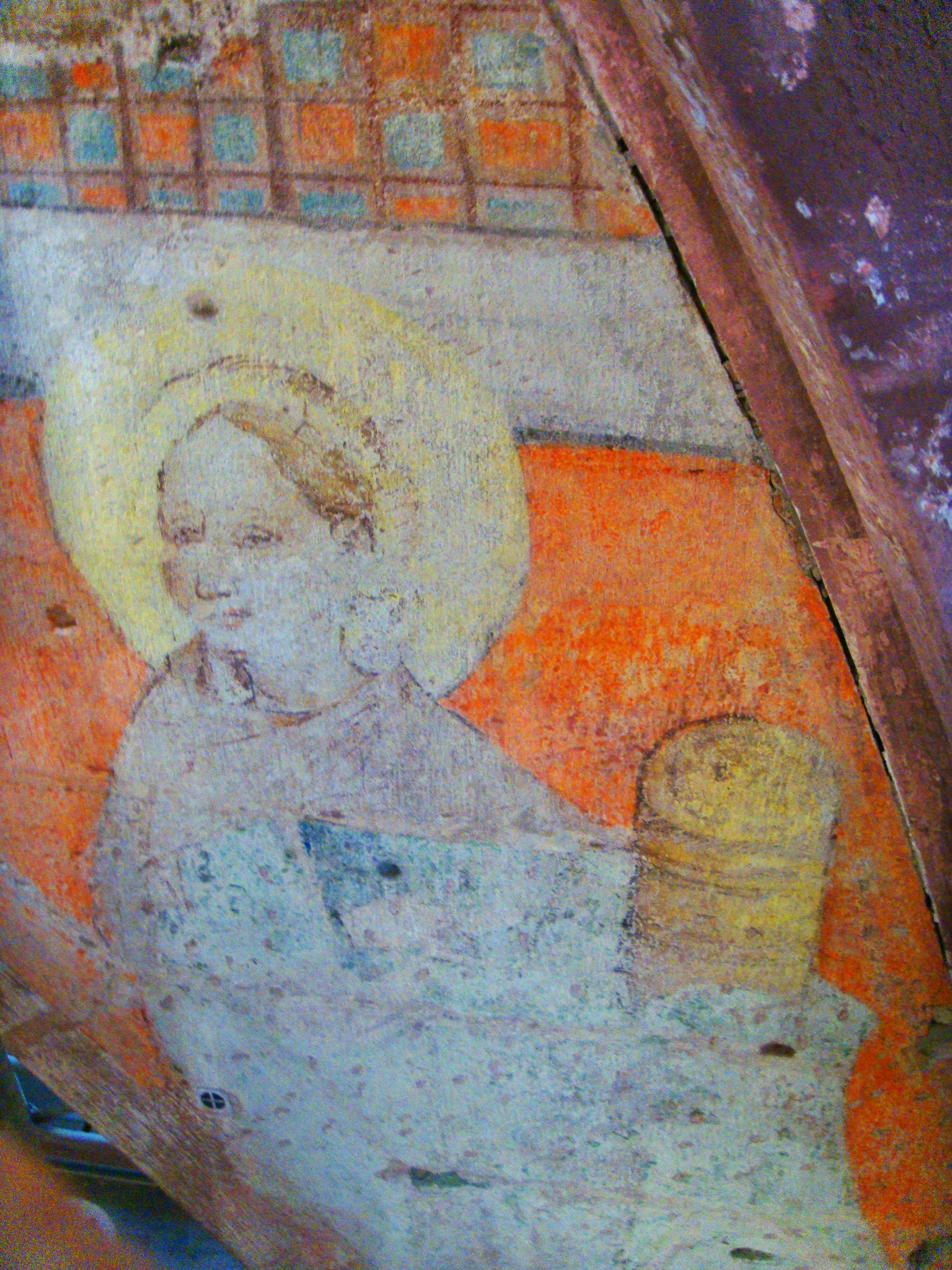
Maria Magdalena mit Salbgefäß, Wandmalerei um 1420, in der Stiftskirche (Neustadt an der Weinstraße)

In der Kunstgeschichte gibt es neben der Darstellung Maria Magdalenas als Sünderin weitere Darstellungen, etwa am Grab (Noli me tangere), die Füße Jesu salbend, als Büßerin, unter dem Kreuz. Ihre ikonografischen Heiligenattribute sind Salbentiegel, Geißel und ein Schädel. Entsprechend der Tradition, Maria Magdalena mit der Sünderin, die Jesus die Füße salbt, gleichzusetzen, wird sie immer wieder mit wallendem, offenem Haar dargestellt. Bei Kreuzesdarstellungen ist Maria Magdalena seit dem 15. Jahrhundert oft als eine sehr emotionale Frau dargestellt, die ihrer Verzweiflung offen Ausdruck gibt (siehe z. B. Grünewald oder altniederländische Maler), im Gegensatz zu dem ruhigeren, gefassteren Schmerz oder der Ohnmacht der Mutter Maria. Magdalena ist dabei auch oft an einer relativ kostbaren Kleidung, nicht selten in recht fröhlichen Farben (Gelb, Rot), zu erkennen, während die Mutter Maria dabei normalerweise in zurückhaltendes Blau oder Dunkelblau gekleidet ist. Das Thema der Maria Magdalena als Büßerin war besonders im 17. Jahrhundert beliebt, sie befindet sich dabei in der Einöde oder in einer Höhle, manchmal auch in einem dunklen Raum; dazu gehören neben einer Bibel und dem Schädel auch noch andere Vanitassymbole, wie Sanduhr, flackernde Kerze, Schmuck etc. Sie selber ist dann meist ärmlich gekleidet, oder halb unbekleidet. Dabei diente seit der Renaissance die Thematik von Maria Magdalena als Sünderin oder Prostituierte auch immer wieder zum Vorwand für unverhohlen erotische Darstellungen schöner Frauen, nicht selten mit entblößten Brüsten (z. B. Tizian) oder als Halbakt (selten sogar als Akt). Die gelegentlich zu findende Darstellung ohne Bekleidung, aber mit dichter Körperbehaarung beruht auf der mittelalterlichen Gleichsetzung mit der legendarischen Maria von Ägypten, siehe oben.

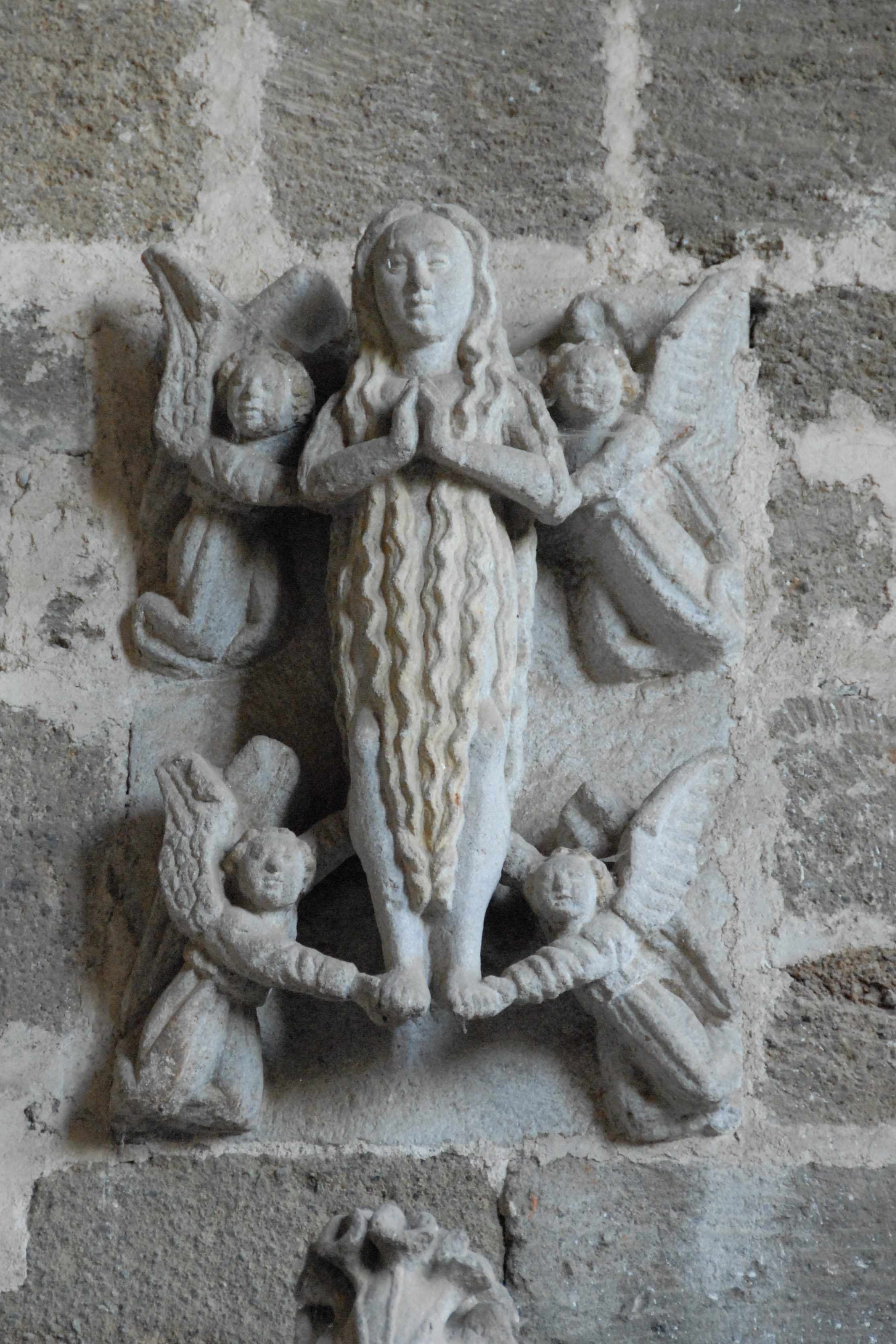
Abtei Chanteuges, Chapelle Ste.-Anne, Levitation Maria Magdalenas, 12. Jahrhundert
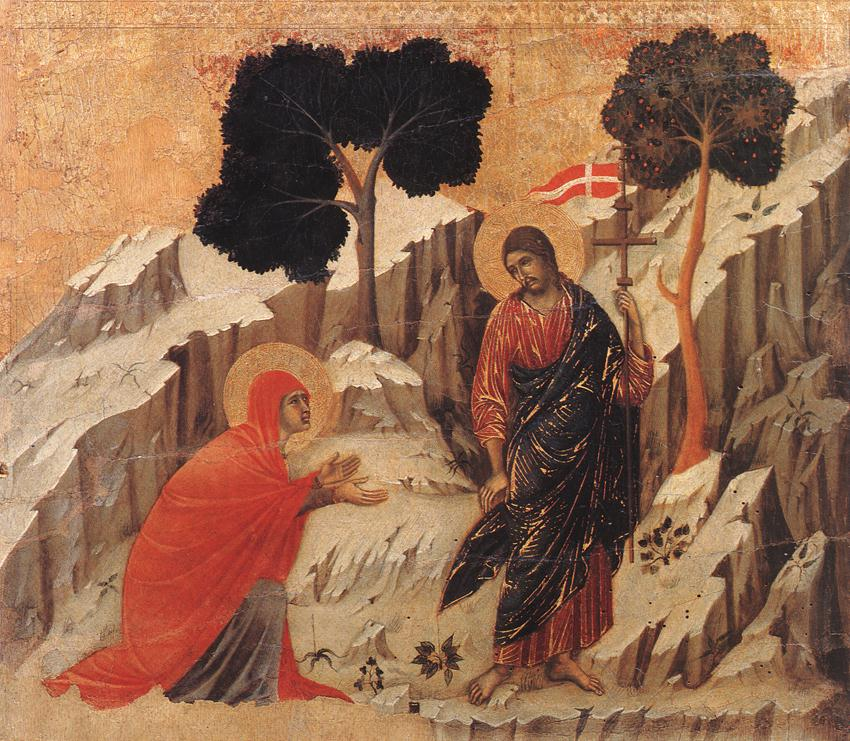
Duccio: Noli me tangere, um 1308–1311, Maestà, Siena
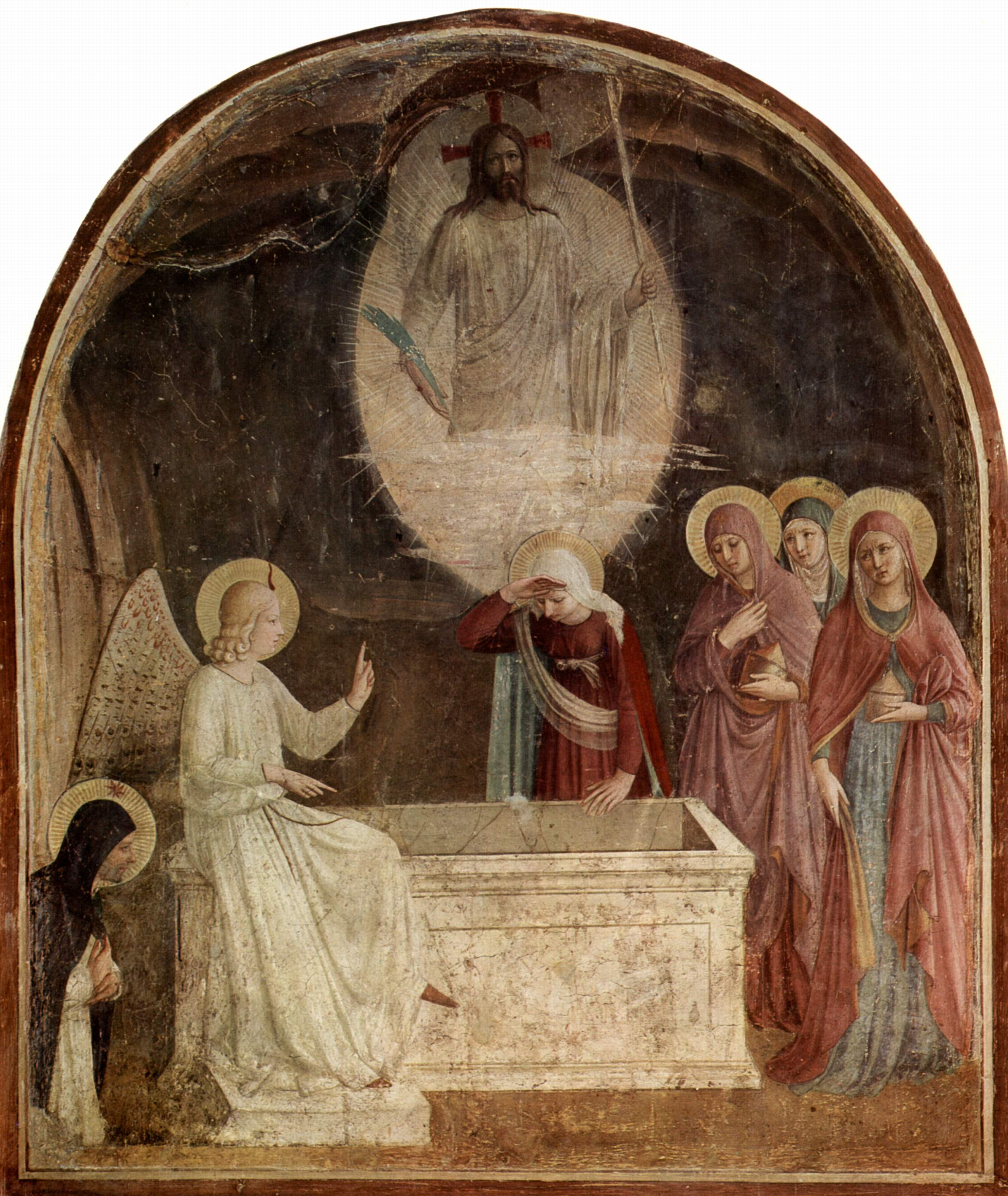
Fra Angelico: Die Drei Marien am Grabe Christi, um 1437–46, Fresko
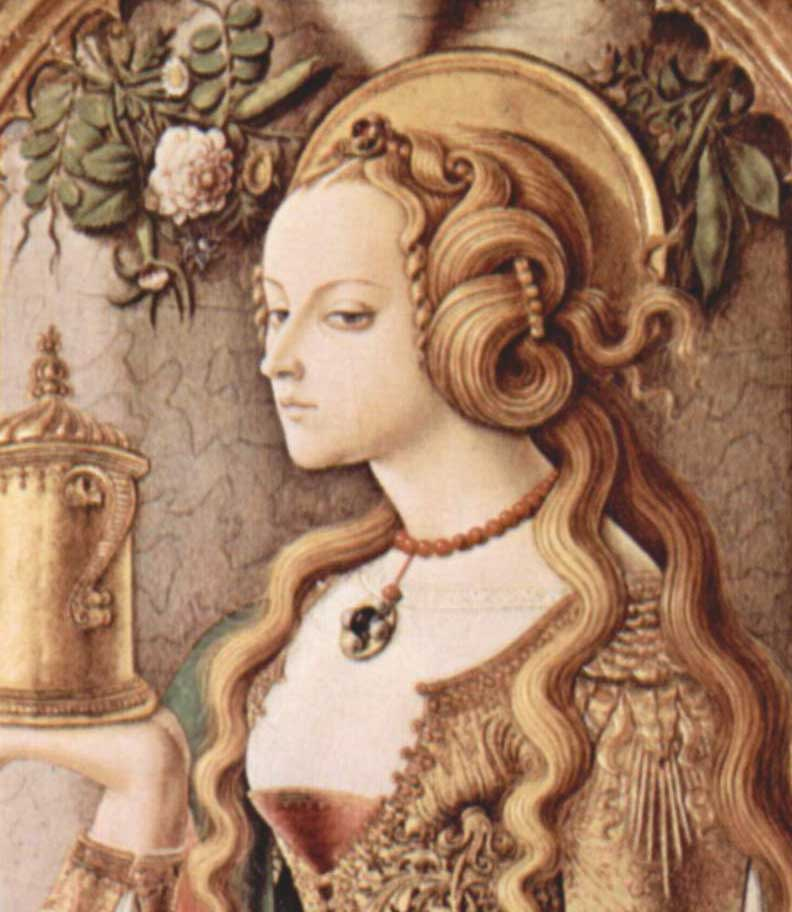
Carlo Crivelli: Maria Magdalena (Detail), um 1476, Ölgemälde
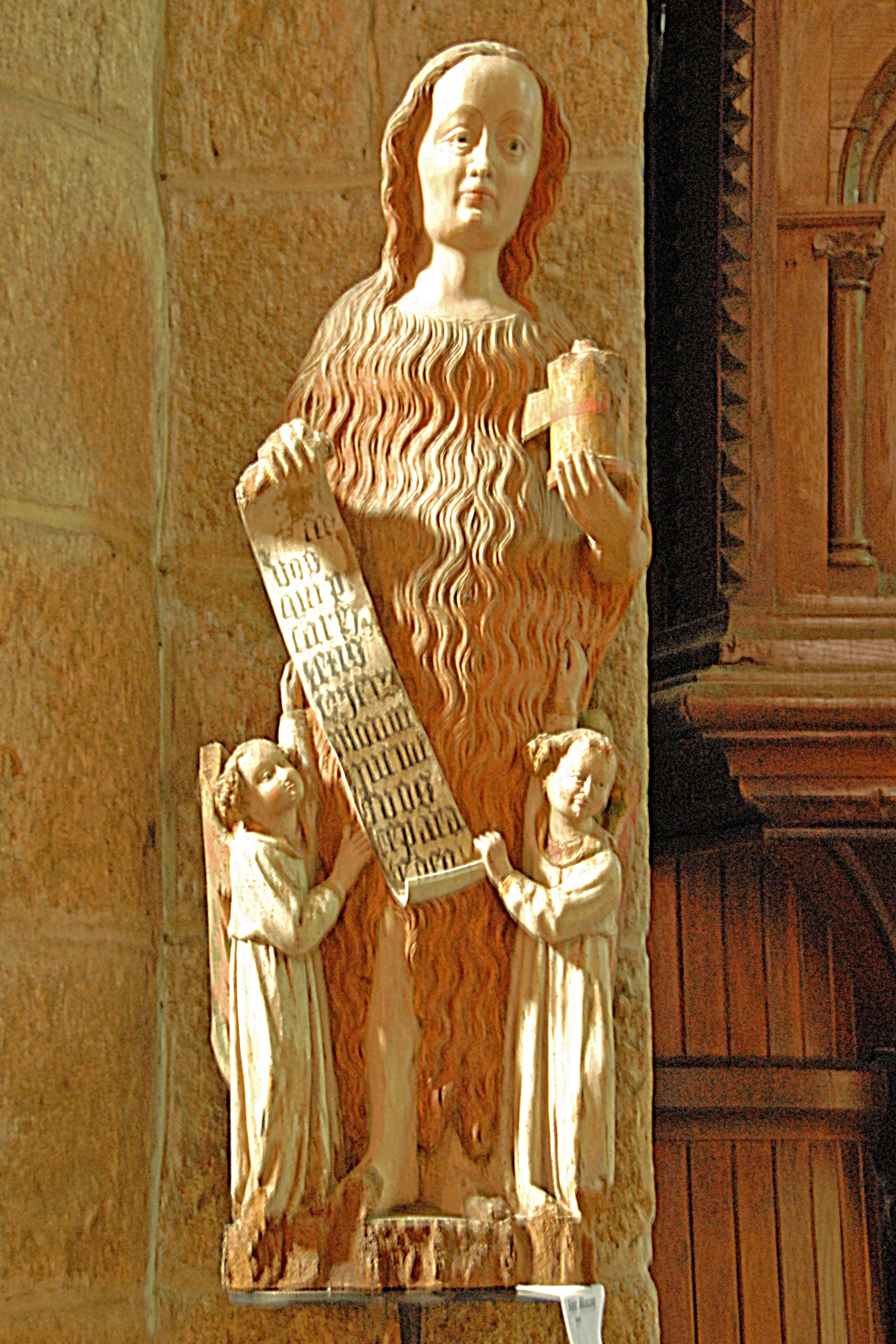
Saint-Junien, Maria Magdalena, Skulptur, 15. Jh.
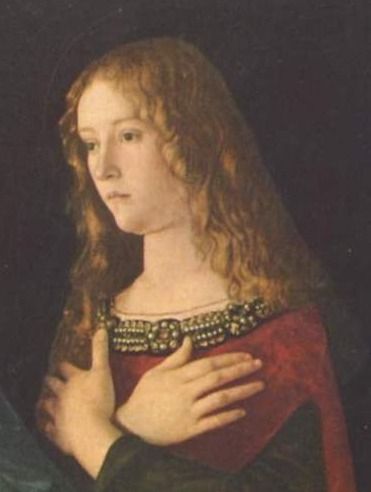
Giovanni Bellini: Madonna mit Kind und zwei Heiligen (Detail), um 1490, Ölgemälde
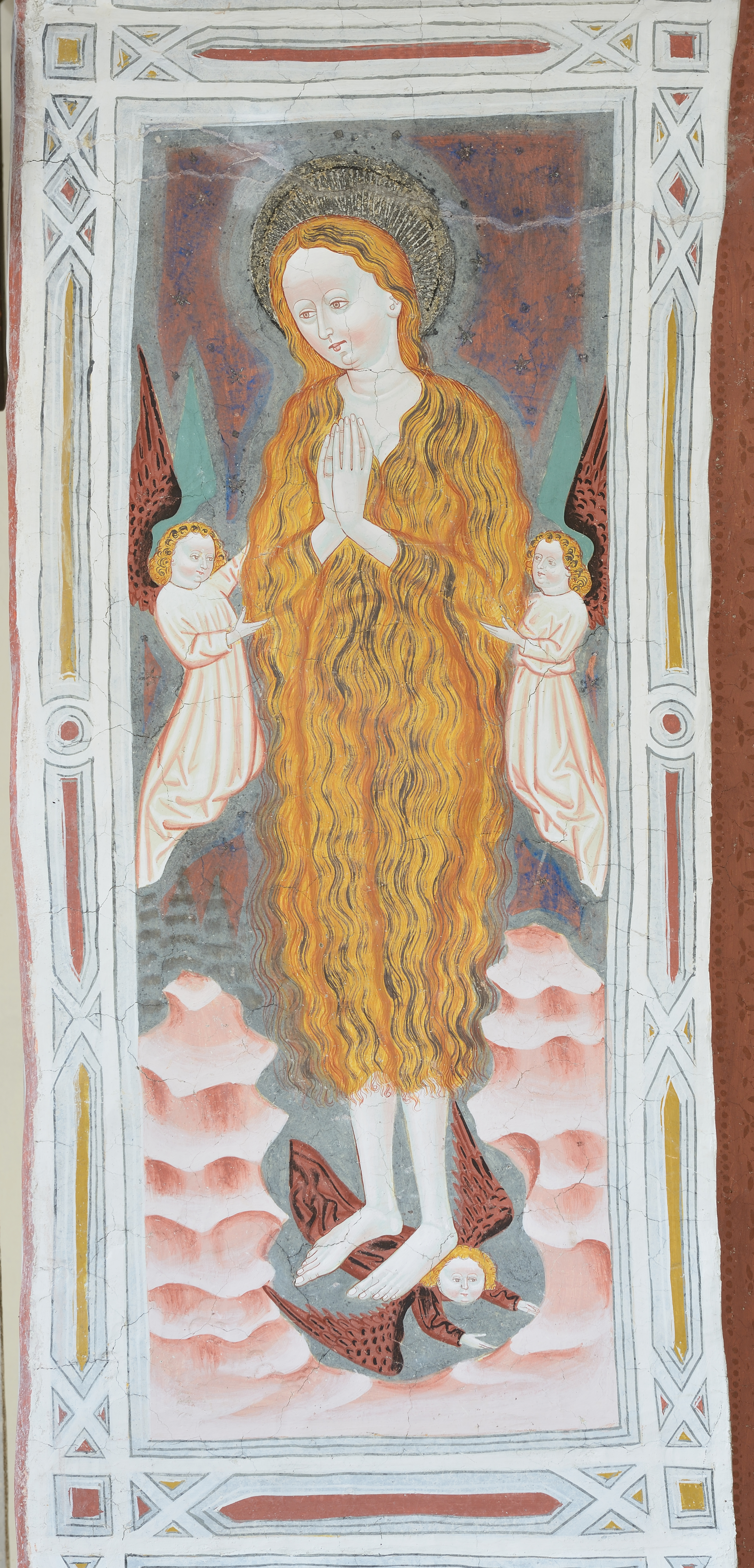
Die heilige Maria Magdalena in einem Fresko der Kirche St. Jakob in St. Ulrich in Gröden – Brixner Schule 15. Jahrhundert
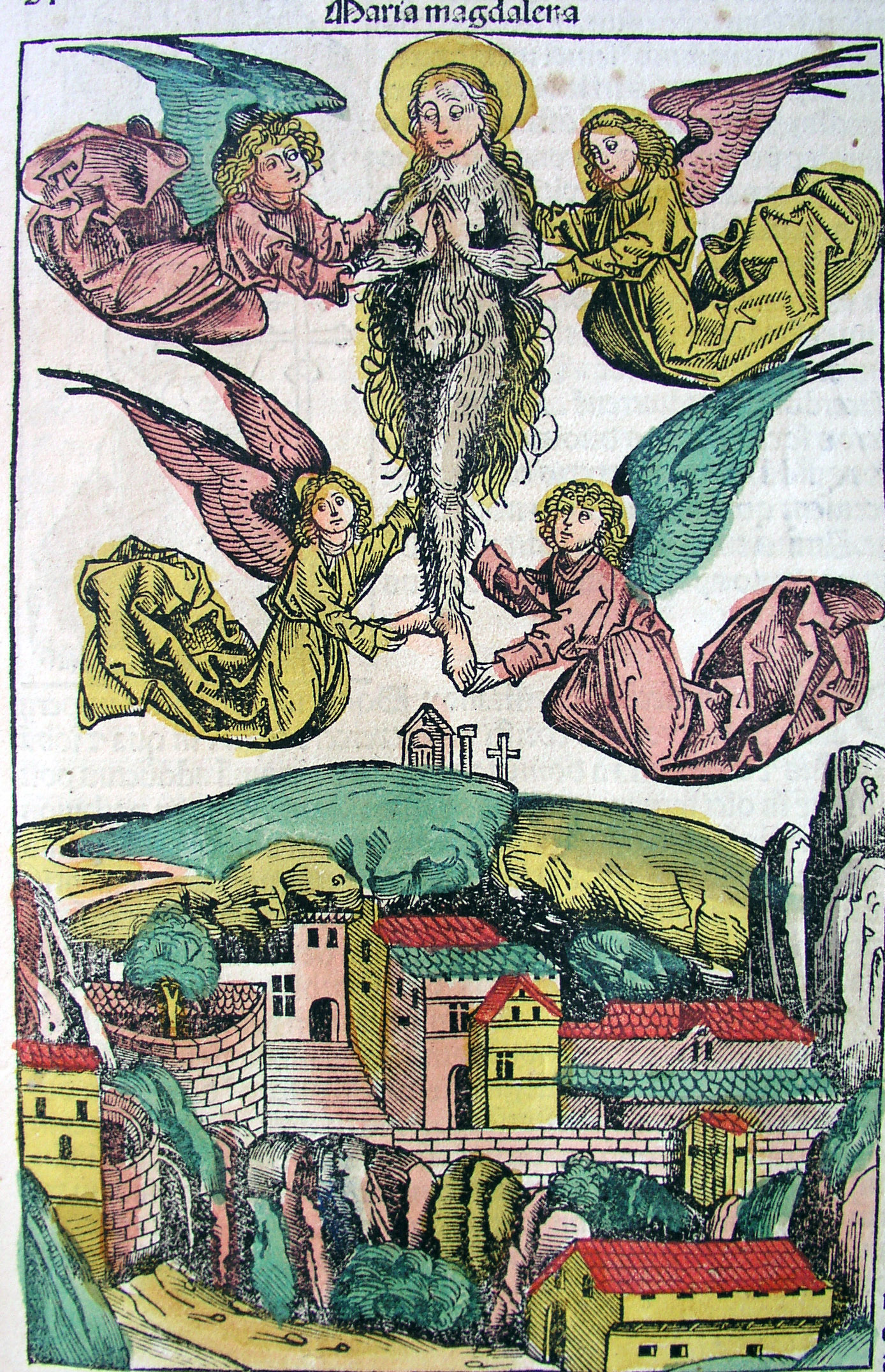
Levitation Maria Magdalenas, aus der Schedelschen Weltchronik, vor 1493, Stich
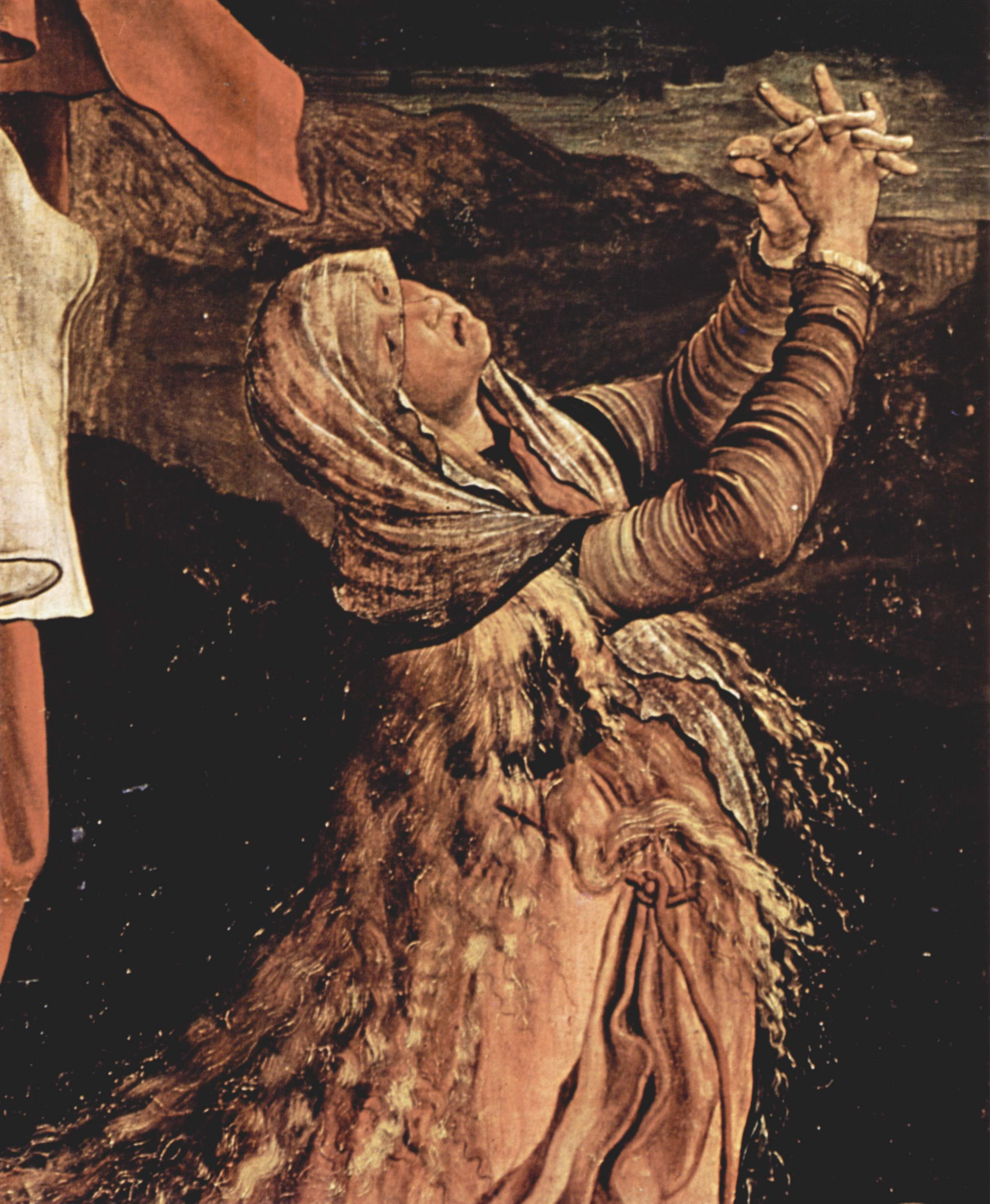
Matthias Grünewald: Zeugin der Kreuzigung Jesu, Isenheimer Altar (Detail), 1512–1516
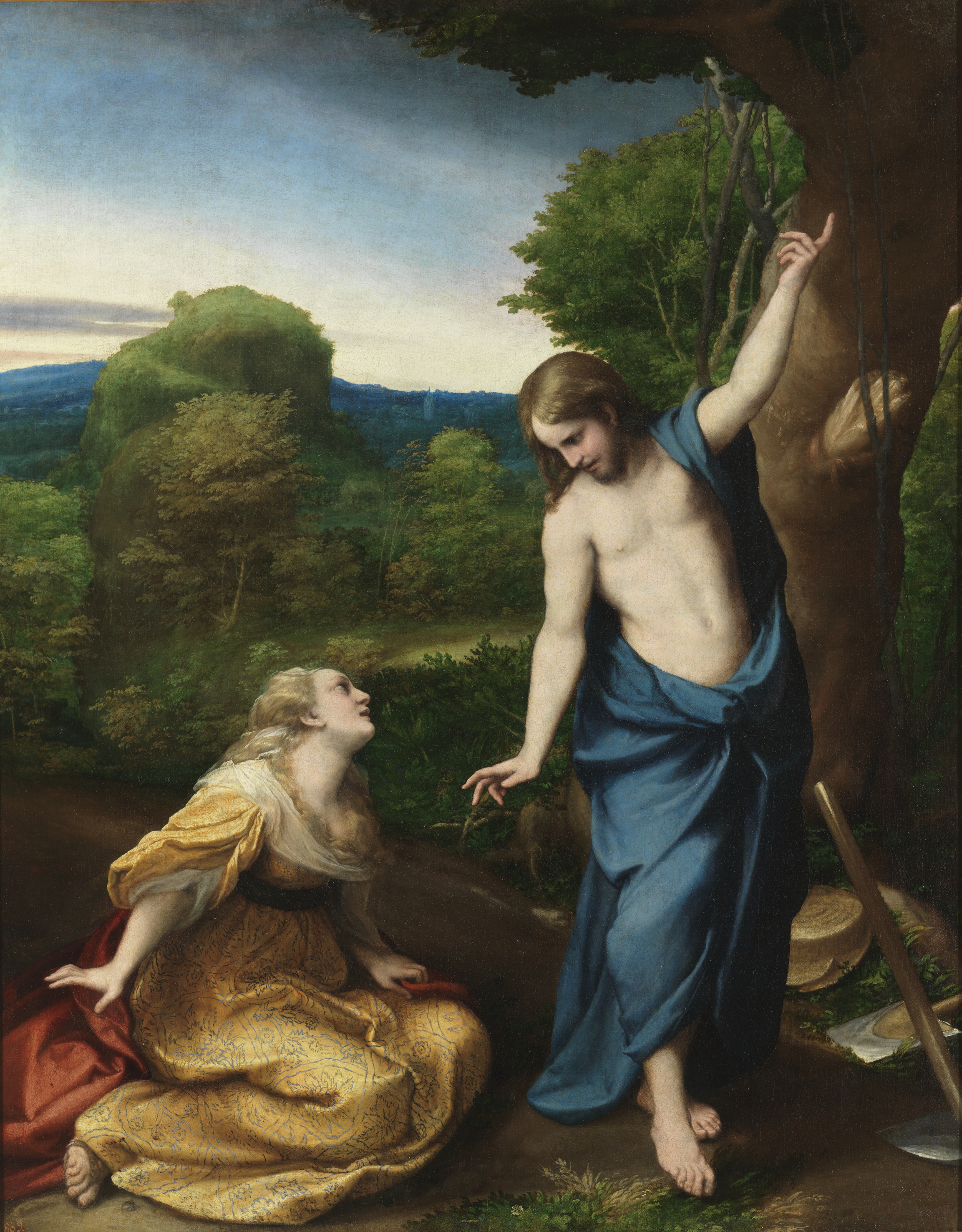
Correggio: Noli me tangere, um 1518, Ölgemälde, Prado
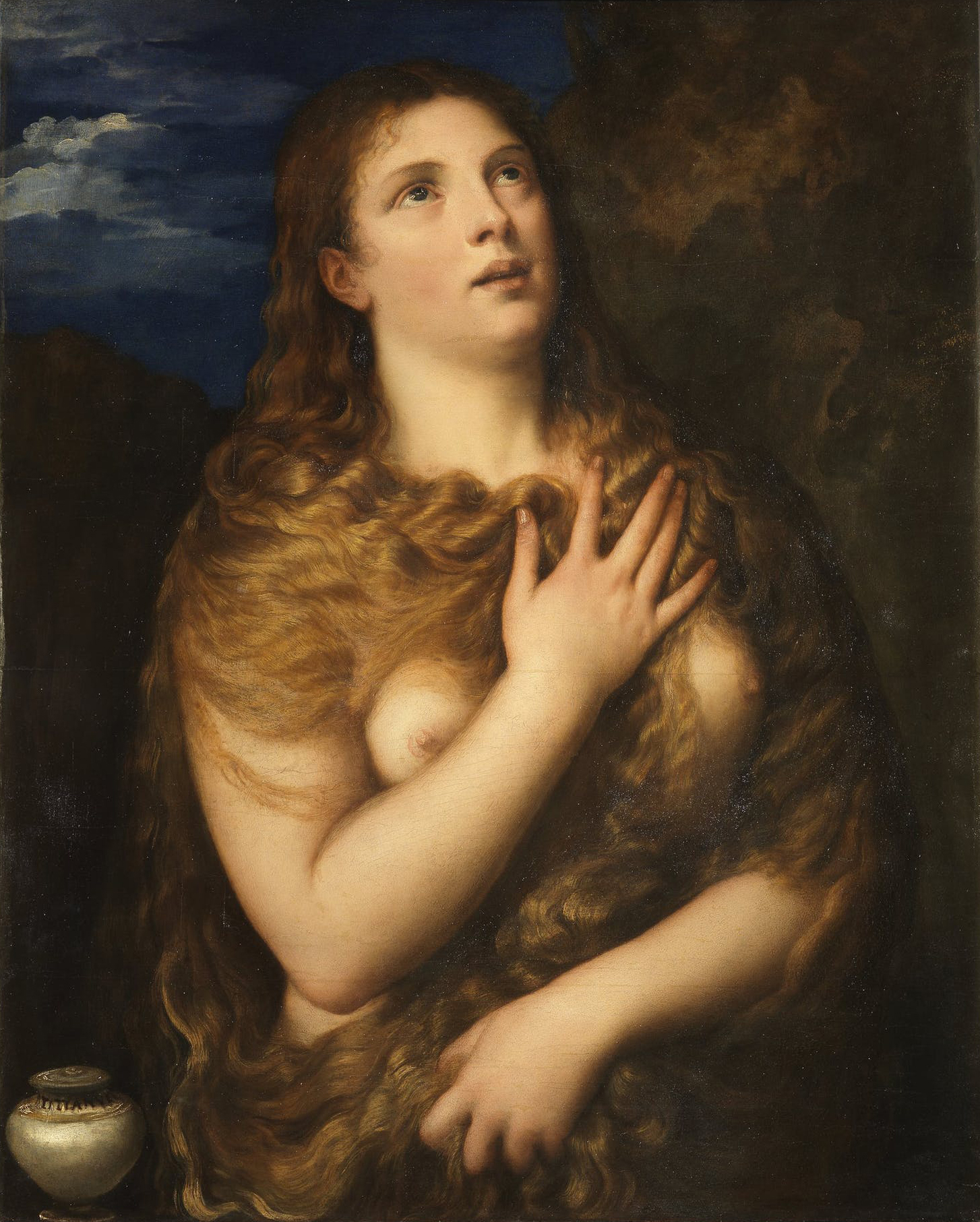
Tizian: Büßende Maria Magdalena, um 1533, Ölgemälde
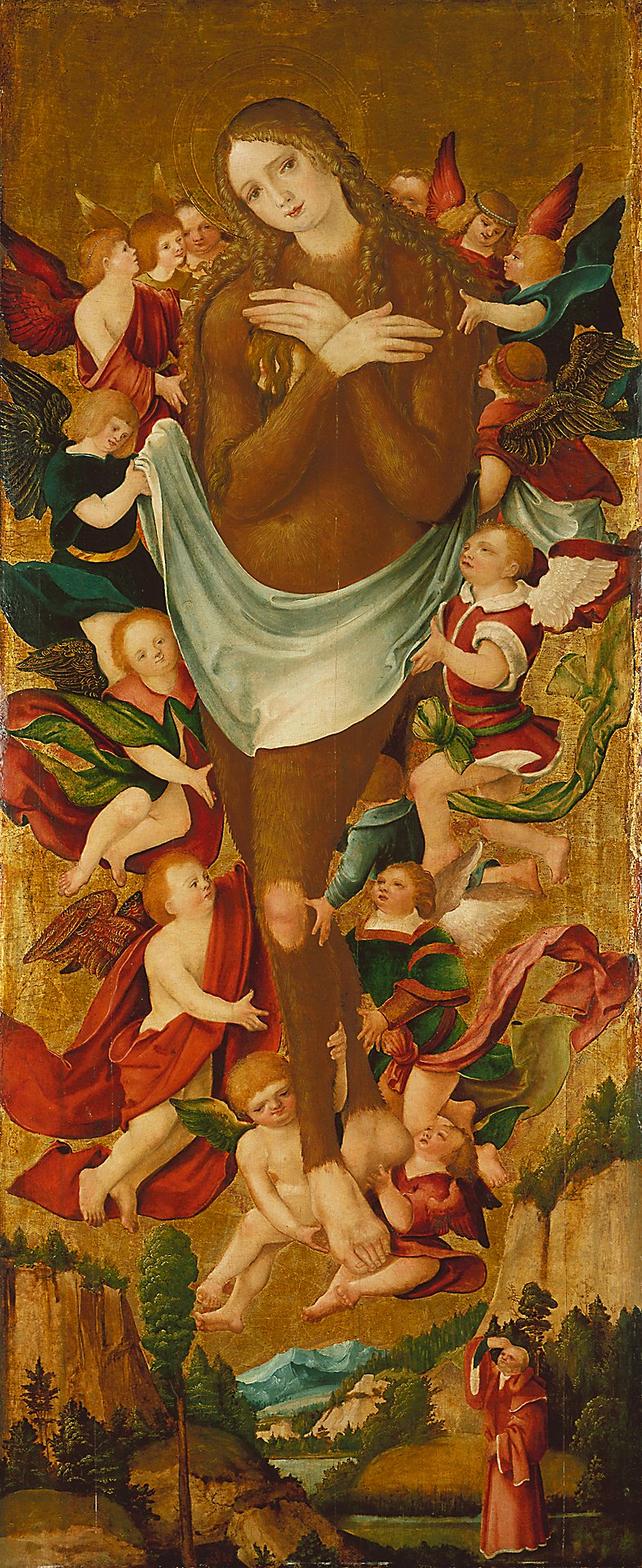
Meister von Meßkirch: Erhebung der Maria Magdalena 1530/40, Minneapolis Institute of Art
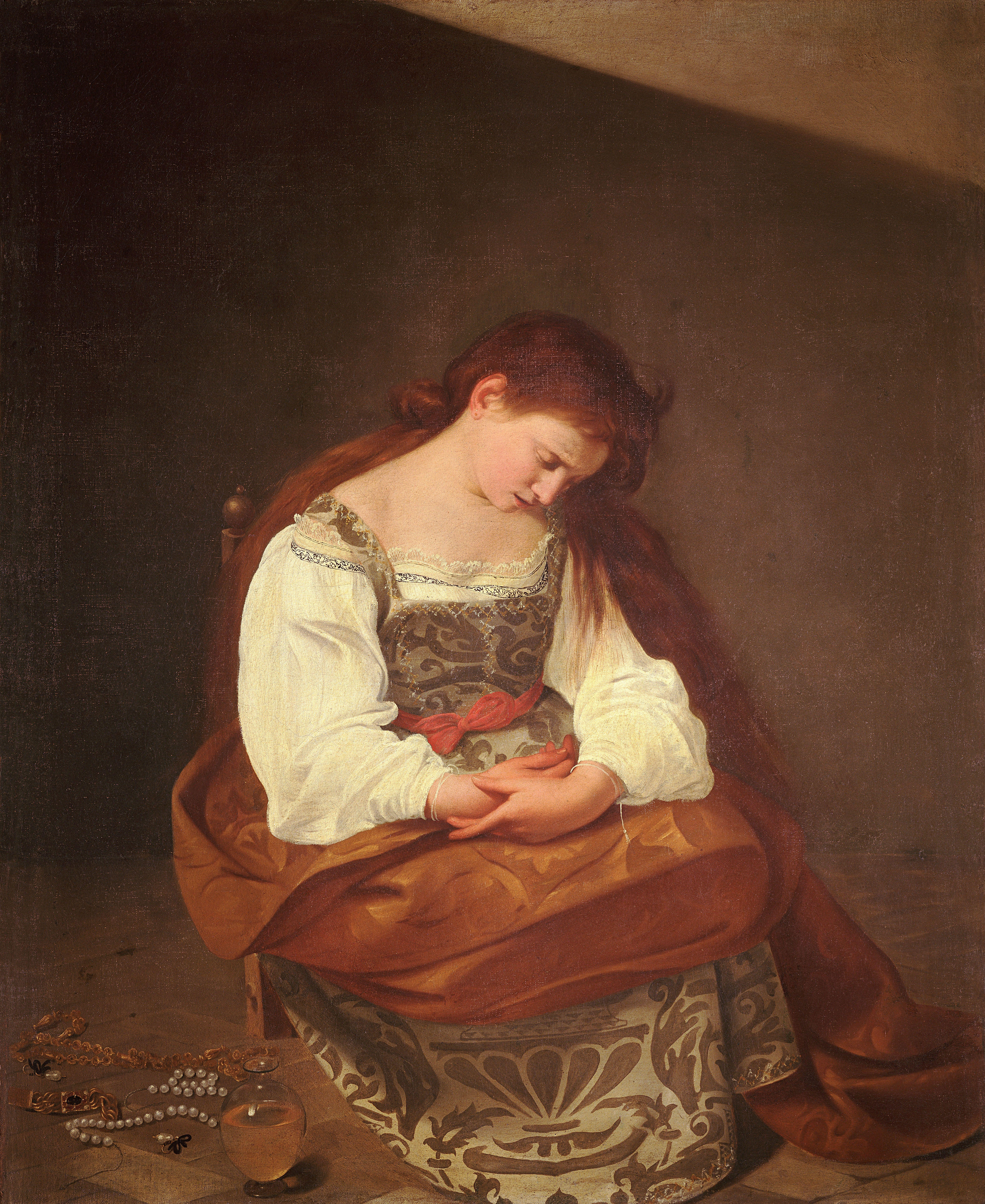
Caravaggio: Büßende Magdalena, 1594-96, Ölgemälde. Galleria Doria Pamphilj, Rom
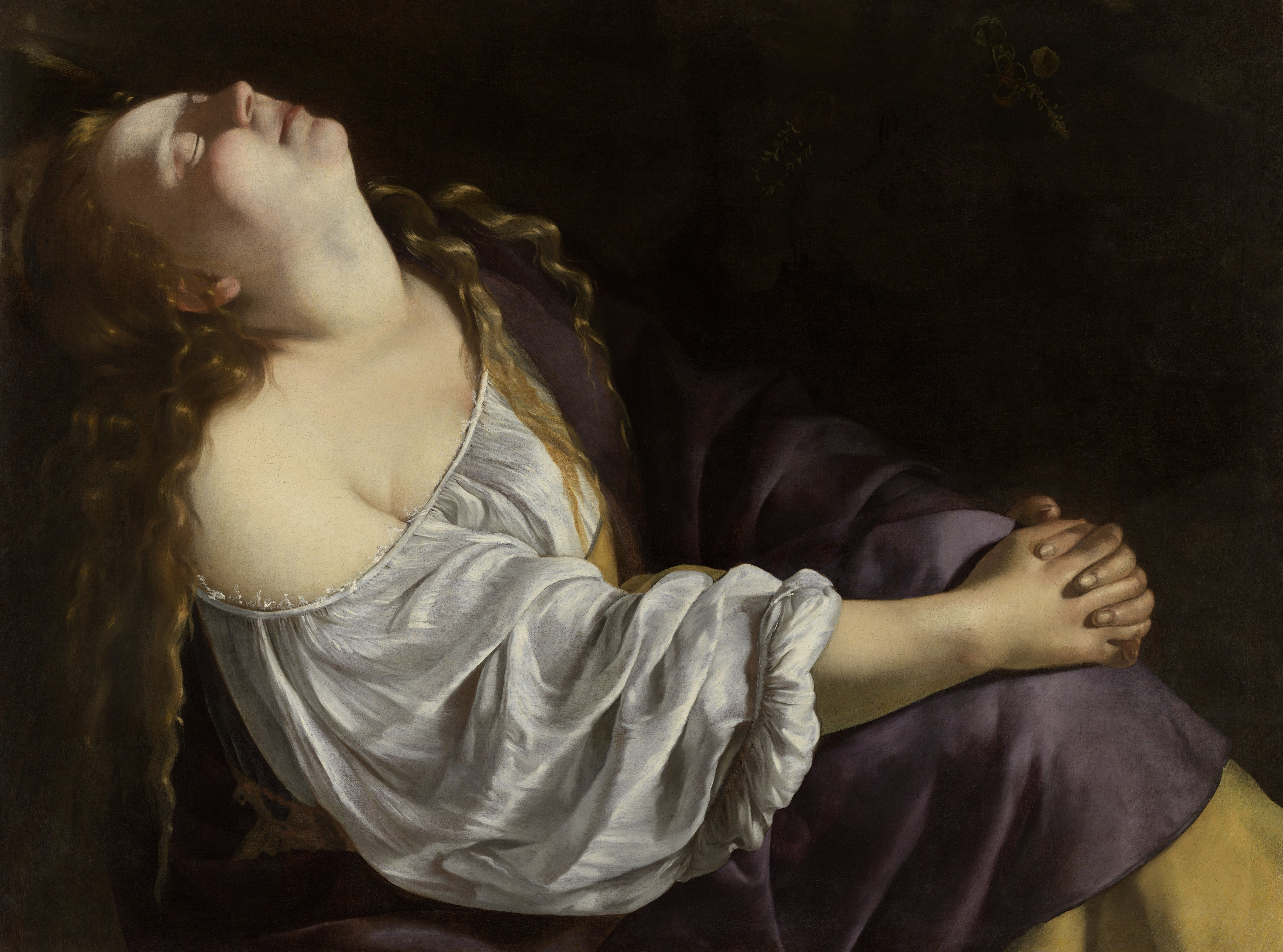
Artemisia Gentileschi: Maria Magdalena in Ekstase, 1611 oder 1613-20. Privatsammlung
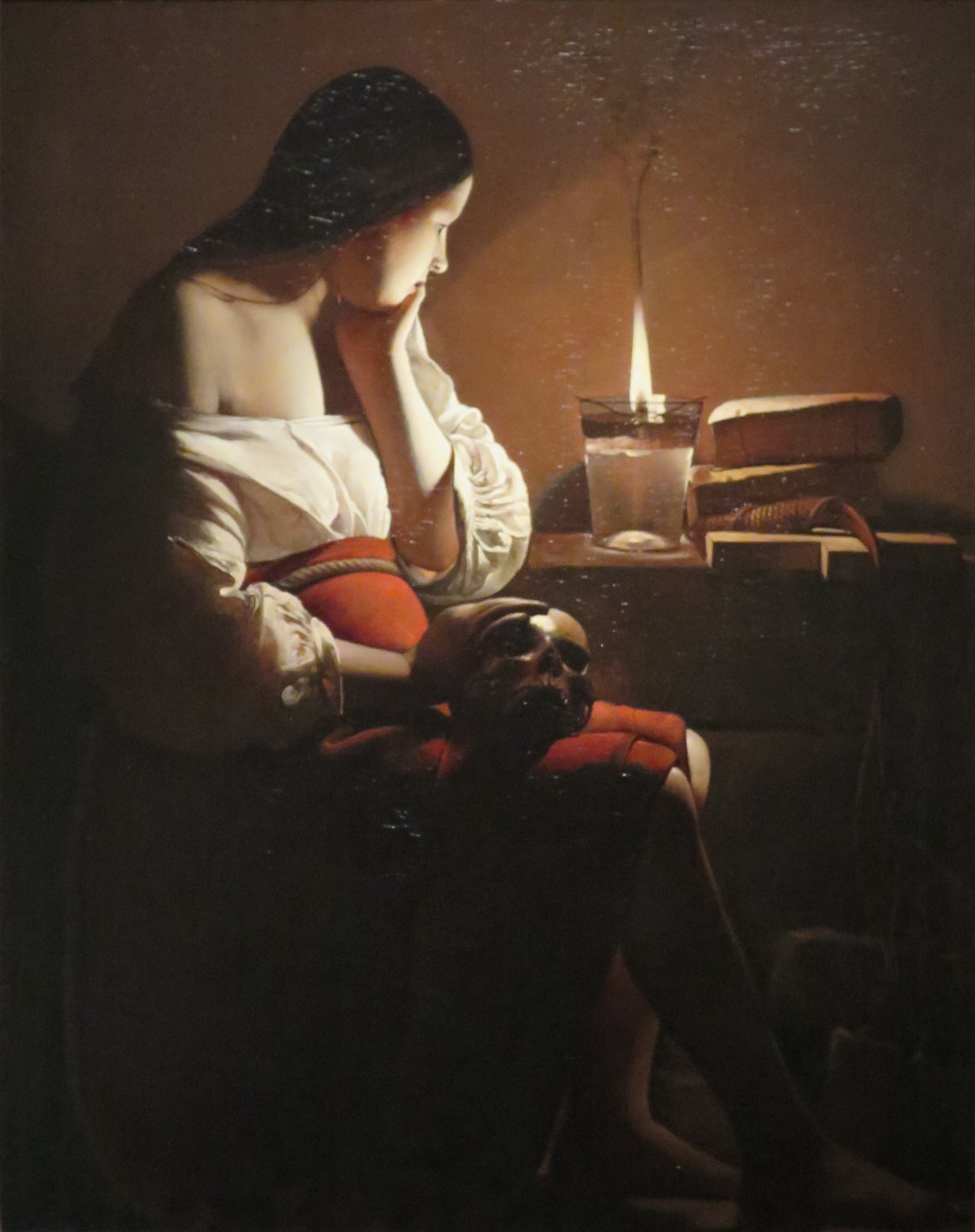
Georges de La Tour: Magdalena mit der rauchenden Flamme (mit Schädel), ca. 1640, Ölgemälde. Los Angeles
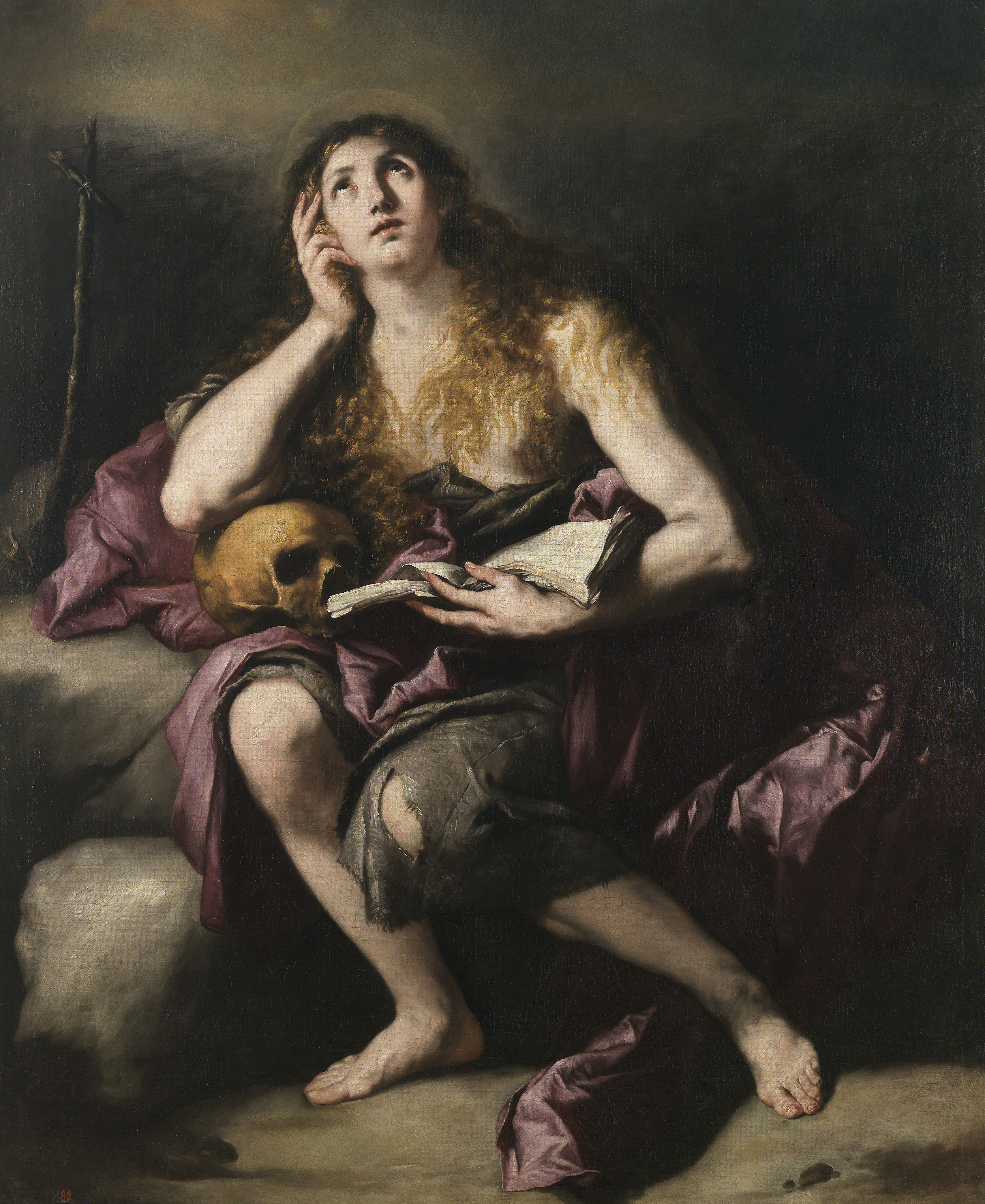
Luca Giordano: Büßende Magdalena (mit Schädel), 1660–1665. Madrid, Prado
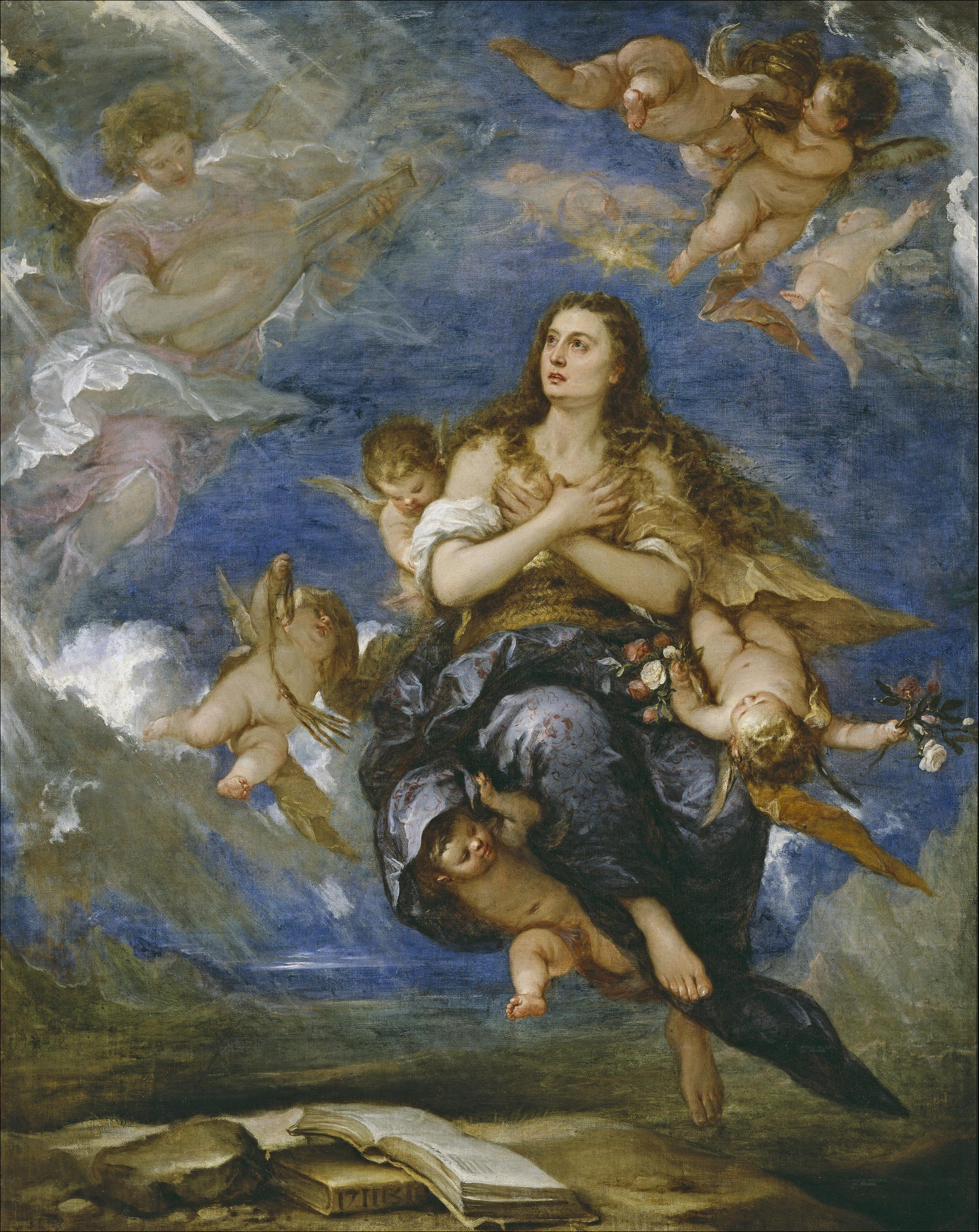
José Antolínez: Verzückung der hl. Magdalena, um 1660–1670, Ölgemälde
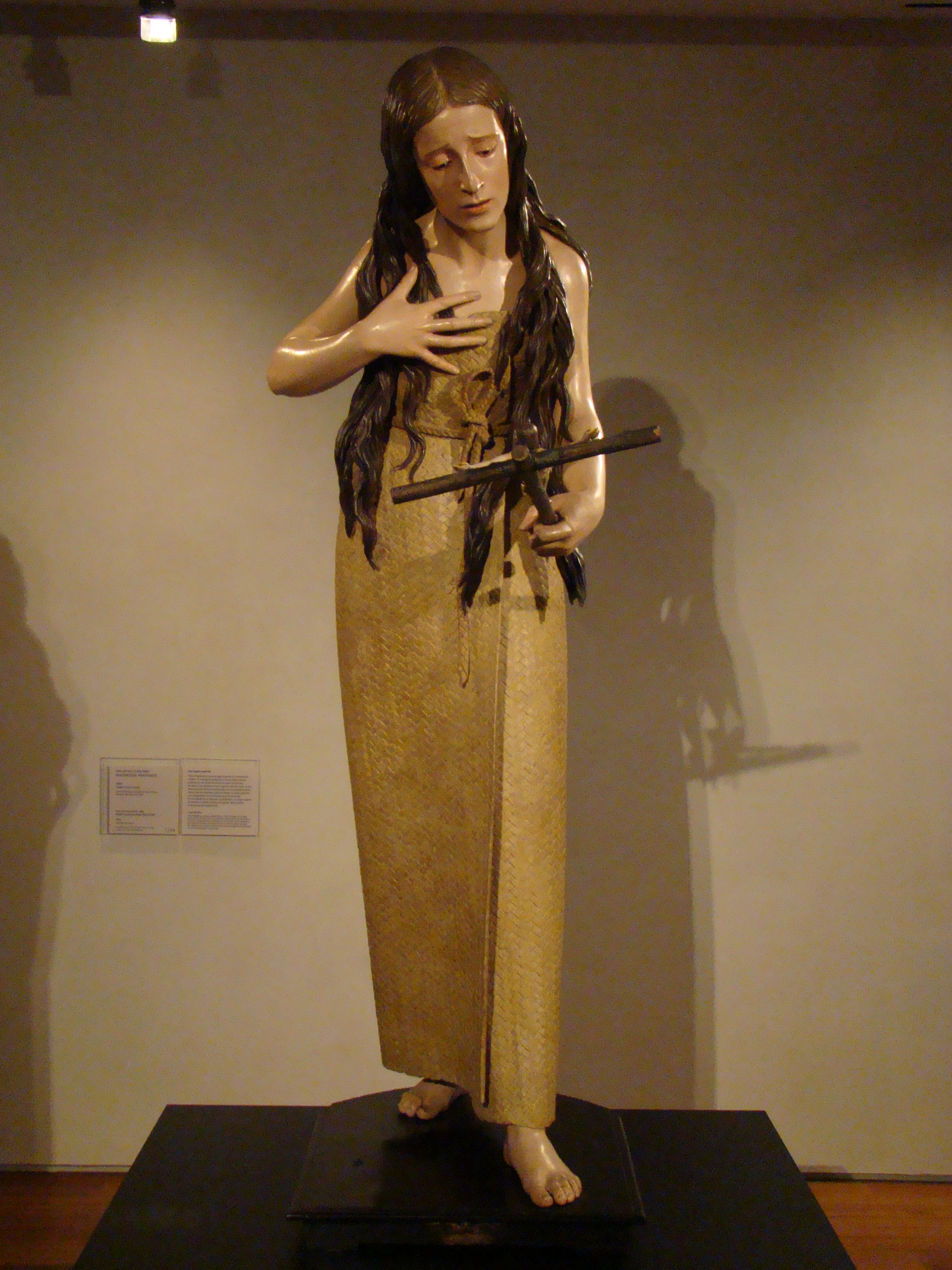
Pedro de Mena: Maria Magdalena, 1664, Skulptur
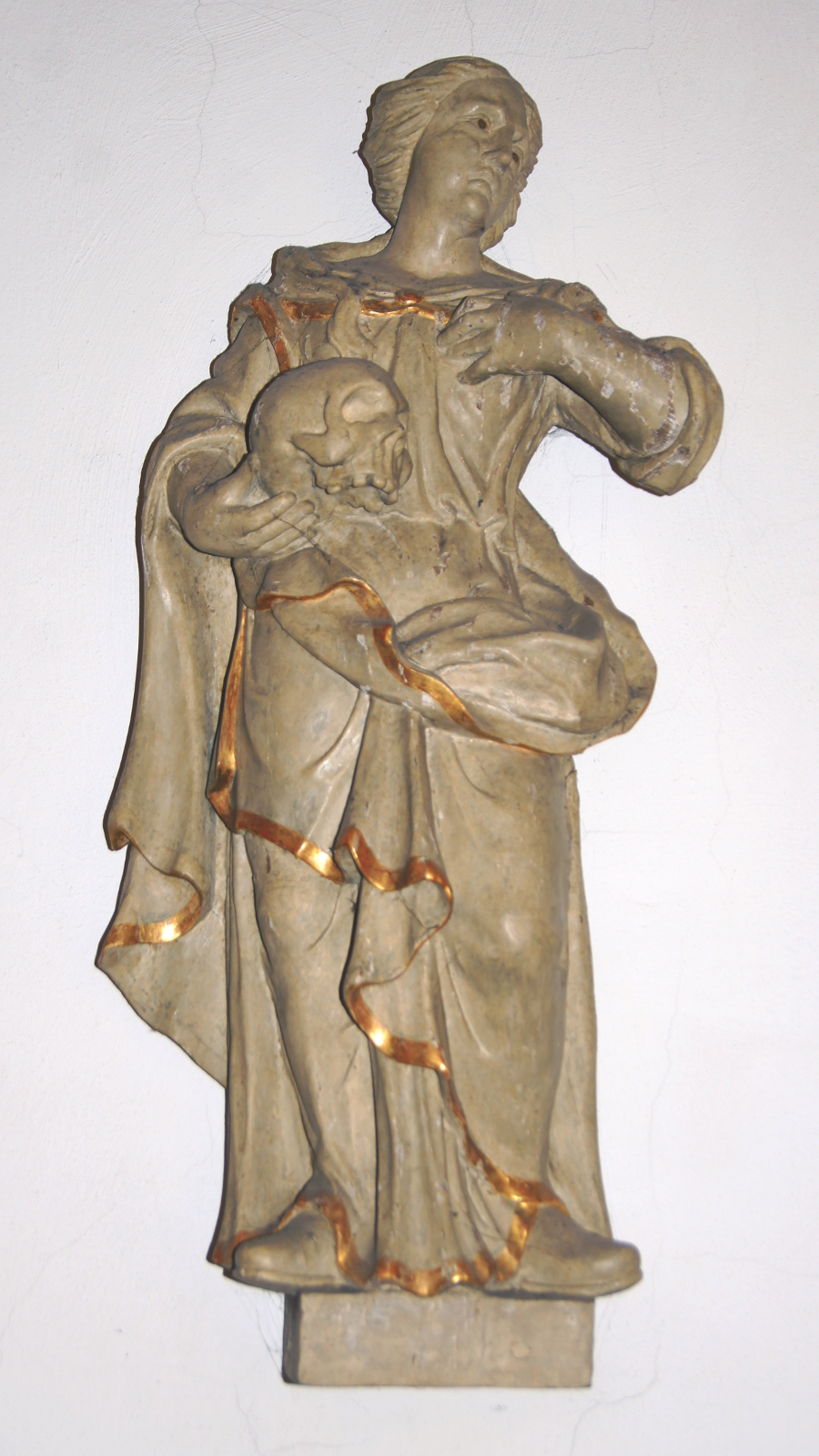
Darstellung mit Totenkopf in St. Marien Burlo, ca. 1700
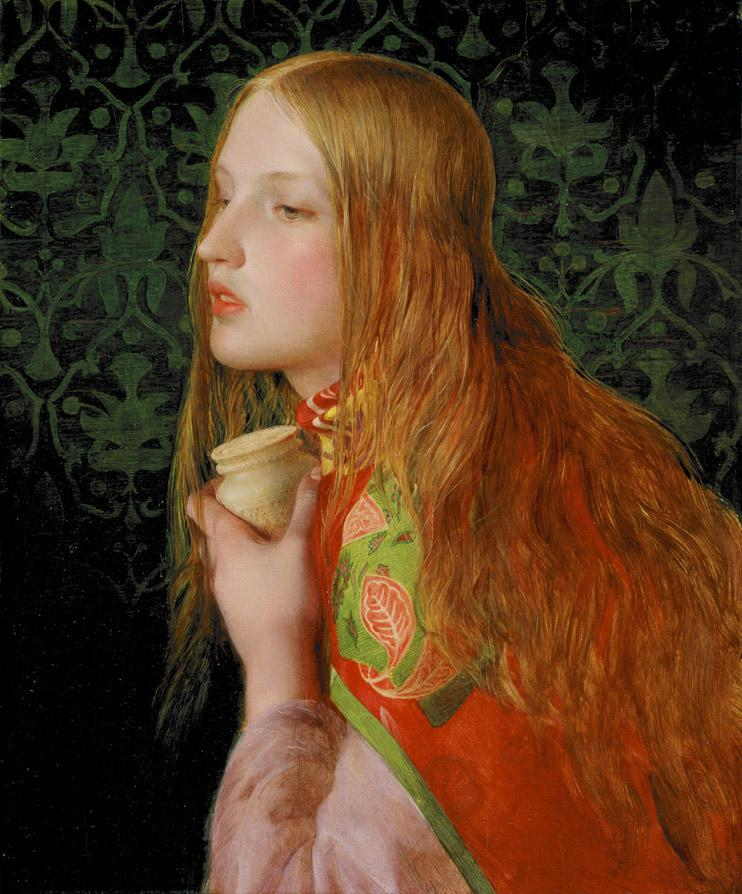
Anthony Frederick Augustus Sandys: Maria Magdalena, 1858–60, Ölgemälde
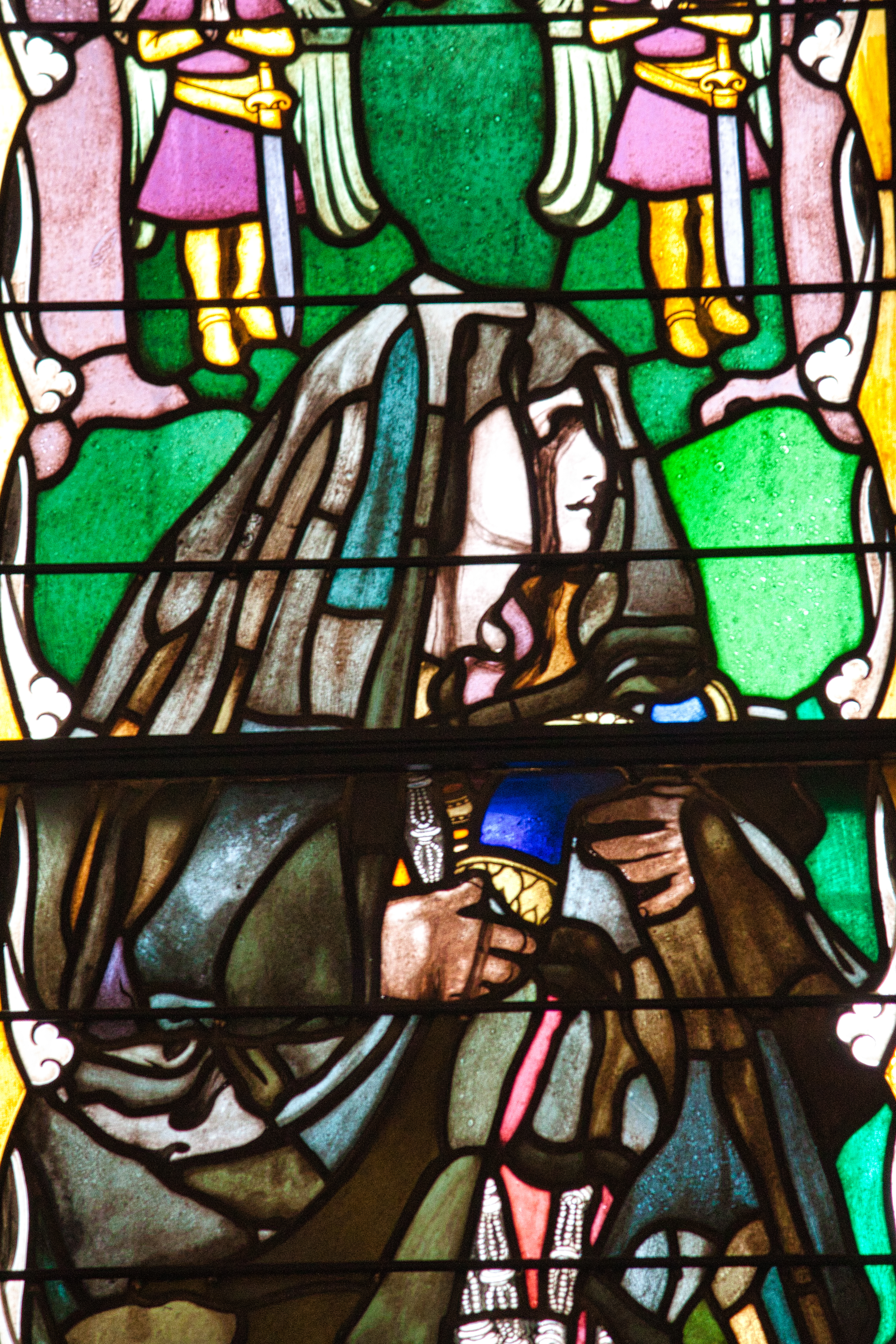
Glasmalerei von J. Mehoffer: Maria Magdalena mit Schleier, 1912–1914, in St. Nikolaus, Freiburg, i. Üe.
Maria Magdalena mit Salbgefäß in einem Feld des Stadtwappens von Zella-Mehlis

## Musik
Die Geschichte der Maria Magdalena wurde immer wieder vertont. Aus dem Mittelalter stammt eine Historia Mariae Magdalenae aus dem Antiphonar des St. Georgs-Klosters der Prager Burg (gregorianischer Gesang).
Seit der Renaissance entstanden Motetten Maria Magdalene, die normalerweise für Ostersonntag bestimmt waren, beispielsweise von Komponisten wie Jacobus Clemens non Papa, Pierre de Manchicourt, Andrea Gabrieli, Francisco Guerrero, Michael Praetorius (in Musarum Sioniarum, 1607). Der lateinische Text schildert die Begebenheiten am Ostermorgen, als Maria Magdalena und „die andere Maria“ (altera Maria) bei Sonnenaufgang das leere Grab finden und einen Engel, der ihnen die Auferstehung Jesu verkündigt; die Motette endet mit einem „Alleluia“. Auch Palestrina schrieb eine fünfstimmige Motette Beatae Mariae Magdalenae (in: Liber Primus … Motettorum…, Rom 1569), die allerdings einen ganz anderen Text hat, als die zuvor genannten Motetten.
Maria Magdalena sind auch einige Mess-Kompositionen gewidmet: die Motette von Guerrero diente beispielsweise Alonso Lobo (1555–1617) als Vorlage für seine Missa Maria Magdalene (in: Liber primus missarum, 1602), und auch Giovanni Felice Sances komponierte eine Missa Sanctae Maria Magdalenae für Stimmen und Instrumente. Moderneren Datums ist die Missa Sanctae Mariae Magdalenae von William Lloyd Webber.
Marc-Antoine Charpentier hat vier Werke komponiert:
- Magdalena lugens voce sola cum simphonia, Hitchcock-Verzeichnis H.343 (1686–1687)
- Pour Marie Madeleine „Sola vivebat in antris Magdalena lugens“, H.373 (Datum unbekannt)
- Magdalena lugens, H.388 (Datum unbekannt)
- Dialogus inter Magdalena et Jesum 2 vocibus Canto e Alto cum organo, H.423 (Datum unbekannt)

Maria Magdalena ist auch Titelfigur einiger Oratorien, wie in Antonio Caldaras Maddalena ai piedi di Cristo (um 1698) oder in Johann Adolph Hasses Sanctus Petrus et Sancta Maria Magdalena. In Georg Friedrich Händels Oratorium La Resurrezione (uraufgeführt 1708 in Rom) sowie in Jan Dismas Zelenkas Oratorium I Penitenti al Sepolcro del Redentore (von 1736) hat die Figur Maria Magdalena eine der tragenden Rollen. In Johann Sebastian Bachs Oster-Oratorium Kommt, eilet und laufet BWV 249 ist die Alt-Partie eine Verkörperung der Maria Magdalena. Sie hat eine Arie mit folgendem Text:

„Saget, saget mir geschwinde, saget, wo ich Jesum finde, welchen meine Seele liebt! Komm doch, komm, umfasse mich, denn mein Herz ist ohne Dich ganz verwaiset und betrübt.“

Jules Massenet verarbeitete den Stoff 1873 in seinem Oratorium Marie-Magdeleine und Henning Frederichs schuf 1985 das Oratorium Passionserzählung der Maria Magdalena.
Auch in der Popmusik wurden manchmal Anspielungen auf die Figur der Maria Magdalena gemacht, etwa in der Arie I don't know how to love him im Rock-Musical Jesus Christ Superstar 1971 von Andrew Lloyd Webber, dann in dem von Sandra gesungenen Song (I’ll Never Be) Maria Magdalena aus dem Jahr 1985. Im Gegensatz zur Gefährtin Jesu, die nach allgemeinem Verständnis ihr Leben als Prostituierte aufgab und bereute und zu einer heiligen Frau wurde, wird im Lied eine Frau geschildert, die ein Leben in völliger sexueller Freiheit wünscht und propagiert.
Im Eurovision Song Contest 1999 in Jerusalem hieß Kroatiens Beitrag Marija Magdalena.
Im Jahr 2019 veröffentlichte die britische Avant-Pop Künstlerin FKA Twigs ihr zweites Full-Length Album namens Magdalene, das von der Figur Maria Magdalena inspiriert ist.

## Belletristik
1843 erschien Maria Magdalena. Ein bürgerliches Trauerspiel in drei Akten von Friedrich Hebbel, 1863 Maria Magdalena. Dramatisches Gedicht in fünf Acten von Wilhelm Molitor und 1870 Maria Magdalena. Ein geistliches Drama in fünf Aufzügen von Luise von Plönnies. Die Aufführung von Paul Heyses Maria von Magdala. Drama in fünf Akten (1901) war im deutschsprachigen Raum zunächst untersagt.
Nikos Kazantzakis greift in seinem Roman Die letzte Versuchung (1951) die Legende einer Liebesbeziehung zwischen Jesus und Maria Magdalena indirekt auf: Jesus wird in Versuchung geführt, seine Mission als Sohn Gottes und Erlöser aufzugeben und stattdessen ein bürgerliches Ehe- und Familienleben mit Maria zu beginnen.
1981 behaupteten Henry Lincoln, Michael Baigent und Richard Leigh in ihrem pseudowissenschaftlichen Werk Der Heilige Gral und seine Erben, Maria Magdalena sei mit Jesus verheiratet gewesen und nach Gallien gegangen, wo von ihrem gemeinsamen Kind die Dynastie der Merowinger abstammen soll. Maria Magdalena wird darin auch mit dem Heiligen Gral in Verbindung gebracht, wobei der Ausdruck „San Greal“ als „Sang Real“ (okzitanisch für „königliches Blut“) gedeutet wird. Die These wird später sowohl von den Esoterik-Autoren Louis Pauwels und Jacques Bergier als auch in Peter Berlings fünfbändigem Romanzyklus Die Kinder des Gral sowie später in Dan Browns Roman Sakrileg aufgegriffen.
Luise Rinser zeichnet in ihrem Roman Mirjam (1983) ein feministisches Bild Maria Magdalenas. Das Buch erzählt die Geschichte Jesu aus der Sicht der Protagonistin. Ähnliches gilt für Marianne Fredrikssons Roman Enligt Maria Magdalena (1997, dt. Maria Magdalena, 1999).
Patrick Roths Erzählung Mulholland Drive: Magdalena am Grab (2002) inszeniert die Magdalena-Erzählung des Johannesevangeliums als Schauspielprobe in einem leerstehenden Haus auf Mulholland Drive in Los Angeles. Während der Jungregisseur und seine Schauspielerin die Osterszene zeilengenau nachstellen, entdeckt sich ihnen ein übersprungener Vers des Evangelisten, der das Geheimnis der Beziehung zwischen Mensch und Gott birgt.
In Lena Naumanns Erzählung Mariam geht fort ist Maria Magdalena eine kritische Partnerin ihres Geliebten Jeschua und gleichzeitig eine Protagonistin für die Emanzipation des Individuums von jeder Religion. Sie spricht Jeschua die Gottessohnschaft ab und entlarvt – als zwar historische, aber bereits aufgeklärt denkende Frau – die Doppelmoral des jüdisch-christlichen Patriarchats.
Weitere Werke
- Edgar Saltus: Mary Magdalen. A chronicle. Roman, 1891 (Volltext im Project Gutenberg), 1903 erschienen unter dem Titel Mary of Magdala (Digitalisat im Internet Archive)
- Maurice Maeterlinck: Marie-Magdeleine. Drame en trois actes. Drama, vor 1909 (Digitalisat einer Ausgabe von 1913 bei Gallica; autorisierte Übersetzung von Friedrich von Oppeln-Bronikowski: Maria Magdalena. Drama in drei Akten, 1909)
- José Manuel Cova Maza: Miriam de Magdala (Novela). Roman, 1911 (Digitalisat im Internet Archive)
- George H. Eisenhart: Mary of Magdala. Roman, 1919 (Digitalisat im Internet Archive)
- Mirdza Bendrupe: Marija Madaļa. Leģenda. Kurzgeschichte, 1929 (Digitalisat in der LNB)
- Michèle Roberts: Die Freundin des Herrn. Roman (Originaltitel: The Wild Girl, 1984; auch erschienen unter dem Titel The Secret Gospel of Mary Magdalene). Übersetzung aus dem Englischen von Sieglinde Körnstke. Droemersche Verlagsanstalt Knaur, München 1986, ISBN 978-3-426-08055-9
- Margaret George: Mary, called Magdalene. Roman, 2002 (aus dem Amerikanischen von Rainer Schmidt: Maria Magdalena. Der Roman ihres Lebens, 2003; Digitalisat der Lizenzausgabe von 2007 im Internet Archive)

## Verfilmungen
- María Magdalena, pecadora de Magdala. Regie: Miguel Contreras Torres, 1946
- Maria Magdalena, Regie: Garth Davis, 2018 (Trailer bei YouTube, abgerufen am 18. August 2019).[62][63]
- Maria aus Magdala – Von der Liebe berührt, Regie: Charlie Jordan Brookins, 2007; online bei YouTube, abgerufen am 18. August 2019.
- Ihr Name war Maria, TV-Film in zwei Teilen, Regie: Giacomo Campiotti, 2012.
- Mary, Regie: Abel Ferrara, 2005.